# Titanic
Vous lisez un « article de qualité » labellisé en 2009.
Pour les articles homonymes, voir Titanic (homonymie).
Le RMS Titanic est un paquebot transatlantique britannique qui a fait naufrage dans l'océan Atlantique Nord, dans la nuit du 14 au 15 avril 1912, à la suite d'une collision avec un iceberg, lors de son voyage inaugural de Southampton à New York. Entre 1 490 et 1 520 personnes trouvèrent la mort, ce qui fait de cet événement l'une des plus grandes catastrophes maritimes survenues en temps de paix et la plus grande pour l'époque.
Paquebot à quatre cheminées de la White Star Line construit à l'initiative de Joseph Bruce Ismay en 1907, il est conçu par les architectes Alexander Montgomery Carlisle et Thomas Andrews des chantiers navals Harland and Wolff en Irlande du Nord. Sa construction débute en 1909 à Belfast et se termine en 1912. Il appartient à la classe Olympic avec ses deux sister-ships, l'Olympic et le Britannic, les plus luxueux et les plus grands paquebots jamais construits jusqu'alors.
Le Titanic est commandé par le capitaine Edward Smith, qui a sombré avec le navire. Le paquebot transporte alors certaines personnalités parmi les plus riches de l'époque, ainsi que des centaines d'émigrants de Grande-Bretagne et d'Irlande et d'ailleurs en Europe qui cherchent une nouvelle vie aux États-Unis. La coque du Titanic est pourvue de seize compartiments étanches servant à protéger le navire en cas de voies d'eau ou d'avaries importantes, ce qui lui donne la réputation de paquebot « insubmersible » et conduit les médias contemporains à le présenter comme l'un des navires les plus sûrs.
Le 14 avril 1912, quatre jours après le début de son voyage inaugural, il heurte un iceberg à 23 h 40 (heure locale) et coule le 15 avril 1912 à 2 h 20 au large de Terre-Neuve au Canada. Le drame met en évidence l'insuffisance des règles de sécurité de l'époque, notamment le nombre trop faible de canots de sauvetage et les carences dans les procédures d'évacuation d'urgence. Le puissant émetteur TSF du bord permet d'appeler à l'aide, mais dans des conditions controversées, qui s'ajoutent à une polémique financière. Des conférences internationales seront par la suite organisées, entraînant des changements de réglementation encore en vigueur un siècle après la catastrophe.
L'épave du Titanic est localisée le 1er septembre 1985 par le professeur Robert Ballard. Elle gît à 3 821 m de profondeur, à 650 km au sud-est de Terre-Neuve. L'histoire de ce paquebot a marqué les mémoires, et suscité la publication de nombreux ouvrages (historiques ou de fiction) et la réalisation de longs métrages dont le film du même nom Titanic de James Cameron, sorti en 1997 et ayant entraîné un important regain d'intérêt pour le paquebot et son histoire. Les médias s'intéressent à nouveau au navire à l'occasion du centenaire de son naufrage, en avril 2012.

## Histoire

### Projet et conception

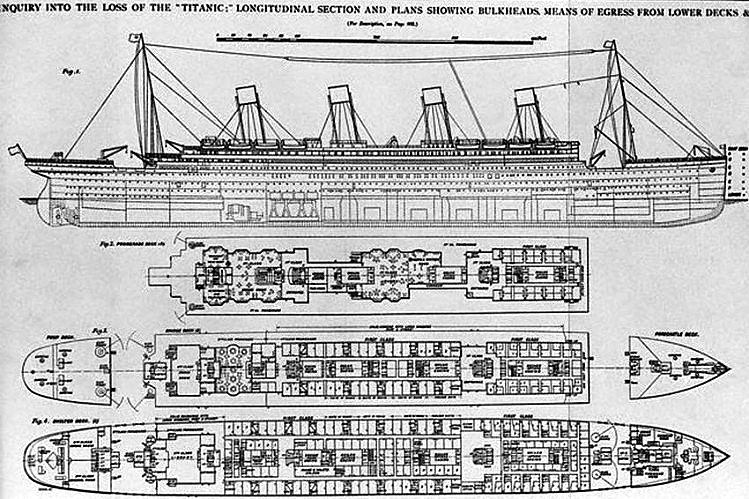
Les plans du Titanic.

Durant l'année 1907, pour concurrencer le Lusitania et le Mauretania, deux rapides paquebots de la Cunard Line, Lord William James Pirrie, associé de la société du chantier naval Harland and Wolff à Belfast, et Joseph Bruce Ismay, directeur général de la compagnie maritime britannique White Star Line, prennent la décision de construire une série de trois paquebots capables de surpasser en confort, sécurité et élégance ceux des autres compagnies maritimes concurrentes, qu'elles soient britanniques ou allemandes,. Leurs noms, Olympic, Titanic et Gigantic (nom évoqué avant qu'il ne soit rebaptisé Britannic) sont choisis par la suite. La rencontre a lieu autour d'un dîner au domicile londonien de Lord Pirrie, organisé à Downshire House, dans le quartier chic de Belgravia.
Les plans de l'Olympic et du Titanic (la construction du Gigantic devant débuter plus tard) sont dessinés dans les bureaux d'études des chantiers navals Harland and Wolff sur Queen's Island à Belfast, en Irlande du Nord. À la tête des opérations, se trouvent Alexander Montgomery Carlisle, directeur général des chantiers navals et responsable des aménagements, de la décoration et des dispositifs de sauvetage des paquebots et Thomas Andrews, chef du département Dessin et architecte naval. Au départ à la retraite d'Alexander Montgomery Carlisle, en 1910, Thomas Andrews prend sa place et devient ainsi directeur général des chantiers et de la conception.
Ce départ à la retraite de l'architecte est provoqué par une réunion entre Lord Pirrie, Ismay et Carlisle sur le nombre de canots de sauvetage : Carlisle voulait 66 canots de sauvetage ; nonobstant les qualités et défauts de la conception du système des cloisons étanches, l'architecte était au courant qu'une fabrication humaine ne saurait être « insubmersible ». Un refus lui étant signifié, il claque la porte des chantiers.
Le 31 juillet 1908, Joseph Bruce Ismay approuve le projet lors d'un déplacement à Belfast et signe une lettre d'accord avec les chantiers navals. Aucun contrat officiel n'est signé, les liens entre les deux firmes étant très forts depuis plusieurs décennies. Conscient de l'importance de l'événement, Pirrie engage le photographe Robert Welch qui est chargé d'immortaliser les moments forts de la construction dans l'avancement des travaux. La qualité n'est pas négligée, et les meilleurs matériaux sont commandés.

### Construction et essais
Ce sont les chantiers Harland and Wolff, à Belfast, qui sont chargés de la construction du paquebot. Celui-ci est mis en cale à côté de son sister-ship, le RMS Olympic, mis en chantier quatre mois plus tôt.

#### Construction de la coque

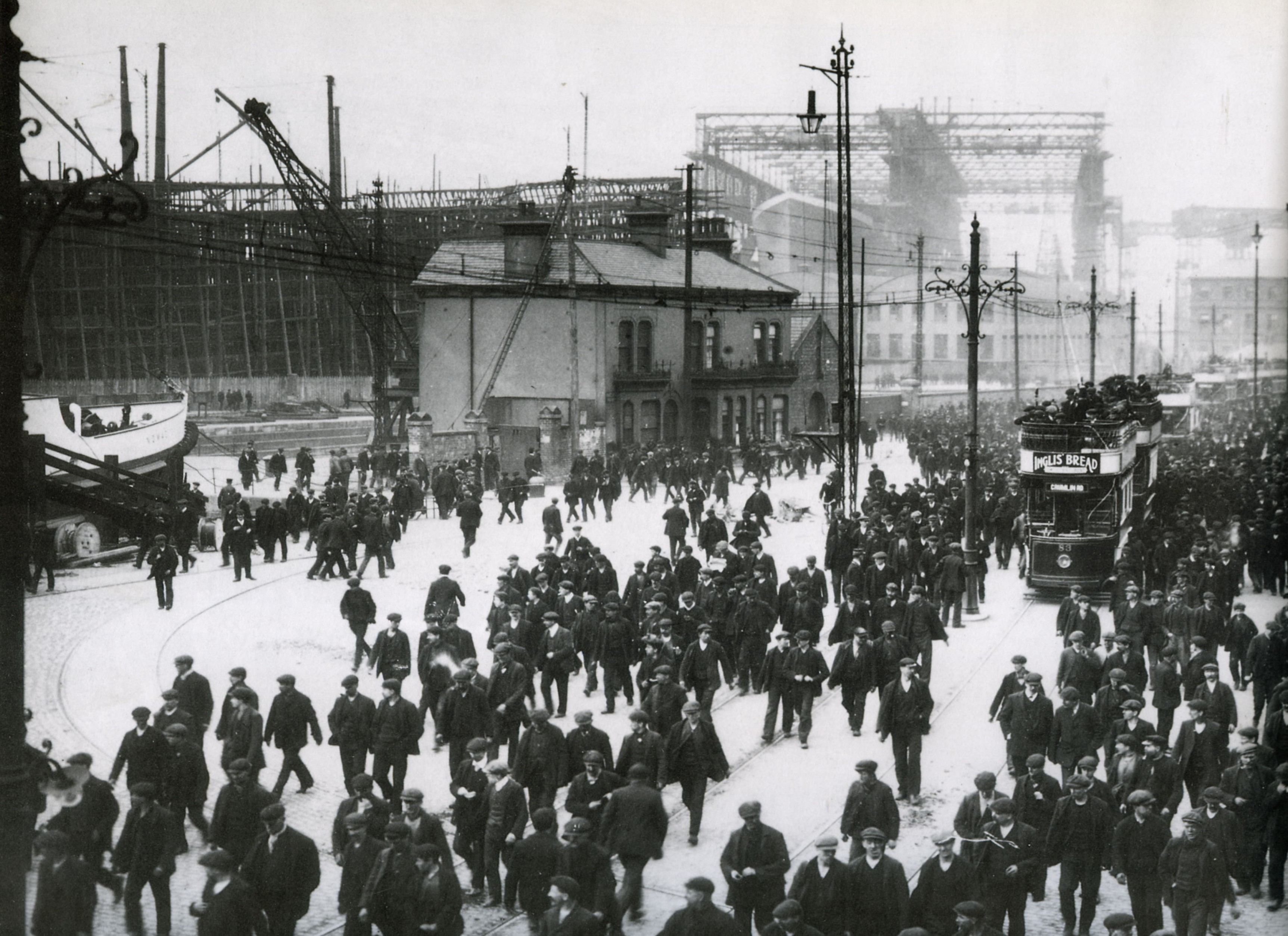
Les employés des chantiers navals Harland and Wolff finissent leur journée de travail. On aperçoit au fond le Titanic et son échafaudage. On peut également apercevoir la proue du Nomadic à gauche.

À l'automne 1908, les plans sont achevés et les approvisionnements spéciaux ainsi que les équipements non réalisables par les chantiers Harland and Wolff sont commandés. Lord Pirrie fait agrandir les chantiers navals, notamment par la construction d'un immense portique qui est le plus grand échafaudage du monde à l'époque (256 m de long, 28,50 m de large et 52,60 m de haut ainsi que des grues de 69,50 m). Le 16 décembre 1908, la quille constituée de nombreuses pièces de l'Olympic est posée sur la cale de construction no 2. Elle porte le numéro de chantier 400, la 400e commande reçue par Harland and Wolff,. Le 31 mars 1909, la quille du Titanic identique à l'Olympic est posée sur la cale no 3, le numéro de chantier étant le 401. 
Les travaux avancent très vite et deux ans plus tard, au printemps 1911, la coque du Titanic est achevée. Elle est constituée de 2 000 tôles de 2,5 à 3,8 cm d'épaisseur, 3,00 m de long et 2,00 m de haut maintenues par 3 millions de rivets,.

#### Lancement

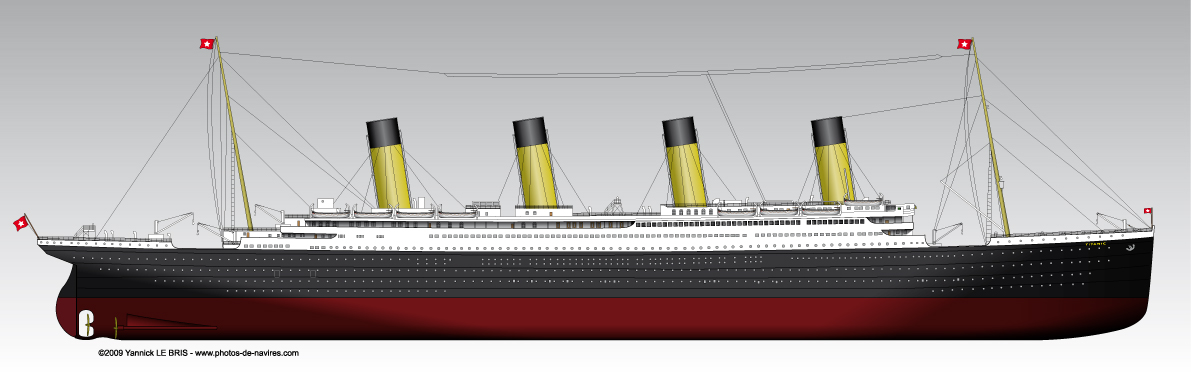
Profil du Titanic.

L'Olympic est lancé le 20 octobre 1910 et le Titanic le 31 mai 1911, jour de l'anniversaire de Lord Pirrie qui assiste à la mise à l'eau du paquebot en présence de 100 000 personnes : les employés des chantiers et leurs familles, des visiteurs, quelques personnalités et la presse sont présents. Pour aider le Titanic à « glisser » dans l'eau, 20 tonnes de suif, d'huile de vidange, de graisse de baleine et de savon sont étalées sur 2 cm d'épaisseur le long des cales. Le navire n'est pas baptisé avec la traditionnelle bouteille de champagne : c'est une habitude au sein des chantiers, Pirrie considérant qu'un problème dans la cérémonie peut entraîner des superstitions parmi passagers et équipages,.
Le Titanic, après avoir réussi son lancement, est ralenti et stoppé par six ancres, entretemps retenues elles-mêmes par vingt-trois aussières en acier de 80 tonnes chacune, puis il est remorqué et mis au quai d'armement par cinq remorqueurs. Après le lancement, invités, représentants de la presse et personnalités sont conviés à un déjeuner donné au Grand Central Hôtel de Belfast. Au menu, pas moins de six plats et cinq desserts ou mises-en-bouche de cuisine française sont servis. Quant à Joseph Bruce Ismay et John Pierpont Morgan, ils quittent le repas pour se rendre sur l'Olympic qui doit subir ses essais en mer.

#### Armement

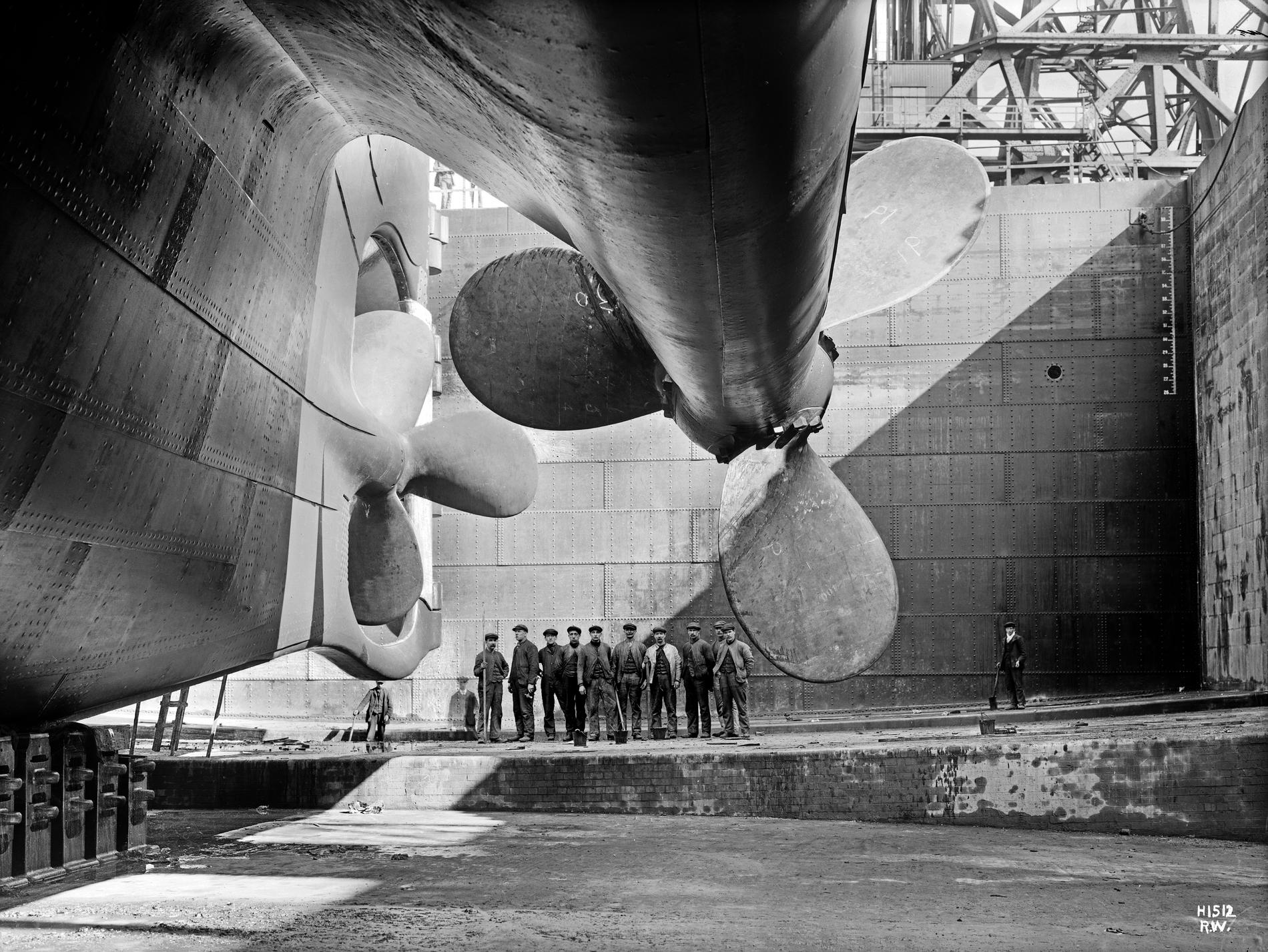
La poupe de lOlympic dans les chantiers navals Harland and Wolff.

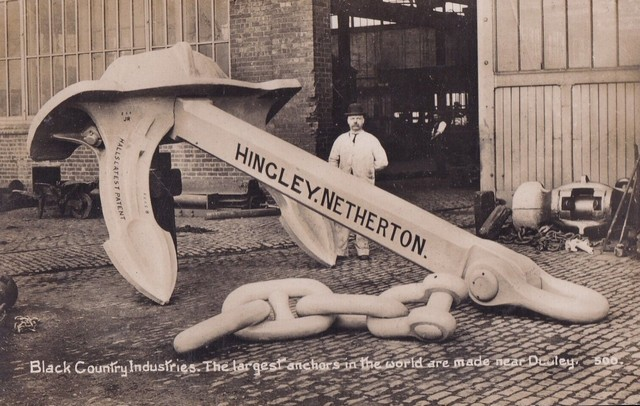
La plus grosse ancre et chaîne du monde pour le Titanic.

Entre juin 1911 et mars 1912, plus de 3 000 professionnels (mécaniciens, électriciens, plombiers, ébénistes, peintres, décorateurs, etc.) travaillent et équipent le Titanic des dernières techniques navales et l'aménagent avec des éléments décoratifs et un mobilier somptueux. Le 18 septembre 1911, on annonce la date du voyage inaugural du paquebot, le 20 mars 1912.
Mais, le 20 septembre, à la suite d'une collision entre le croiseur de la Royal Navy, Hawke et l'Olympic lors de sa cinquième traversée transatlantique, le Titanic doit être déplacé et mis en cale sèche. Une partie des 14 000 ouvriers travaillant à sa construction sont affectés aux travaux de réparation de la coque de l'Olympic, ce qui retarde considérablement la construction du paquebot. La White Star Line reporte le voyage inaugural au 10 avril. Le 30 novembre, une fois les réparations de la coque de l'Olympic terminées, celui-ci reprend son service et le Titanic rejoint son quai où son armement se poursuit. 
En janvier 1912, on installe les 4 cheminées et le 3 février, les 3 imposantes hélices de bronze, boulonnées sur un moyeu d'acier, sont posées sur le navire (2 hélices latérales tripales bâbord et tribord de 38 tonnes et de 7,20 m de diamètre, 1 hélice centrale quadripale de 22 tonnes et de 5,20 m de diamètre). Le 24 mars 1912, le Titanic est immatriculé à Liverpool, son port d'attache, bien qu'il ne navigue jamais dans les eaux de celui-ci,. Le 25 mars, le capitaine Herbert Haddock est le premier à prendre le commandement du Titanic[réf. nécessaire]. Le 31 mars, à Belfast, il est relevé par Edward Smith qu'il remplace au commandement de l'Olympic.

#### Essais

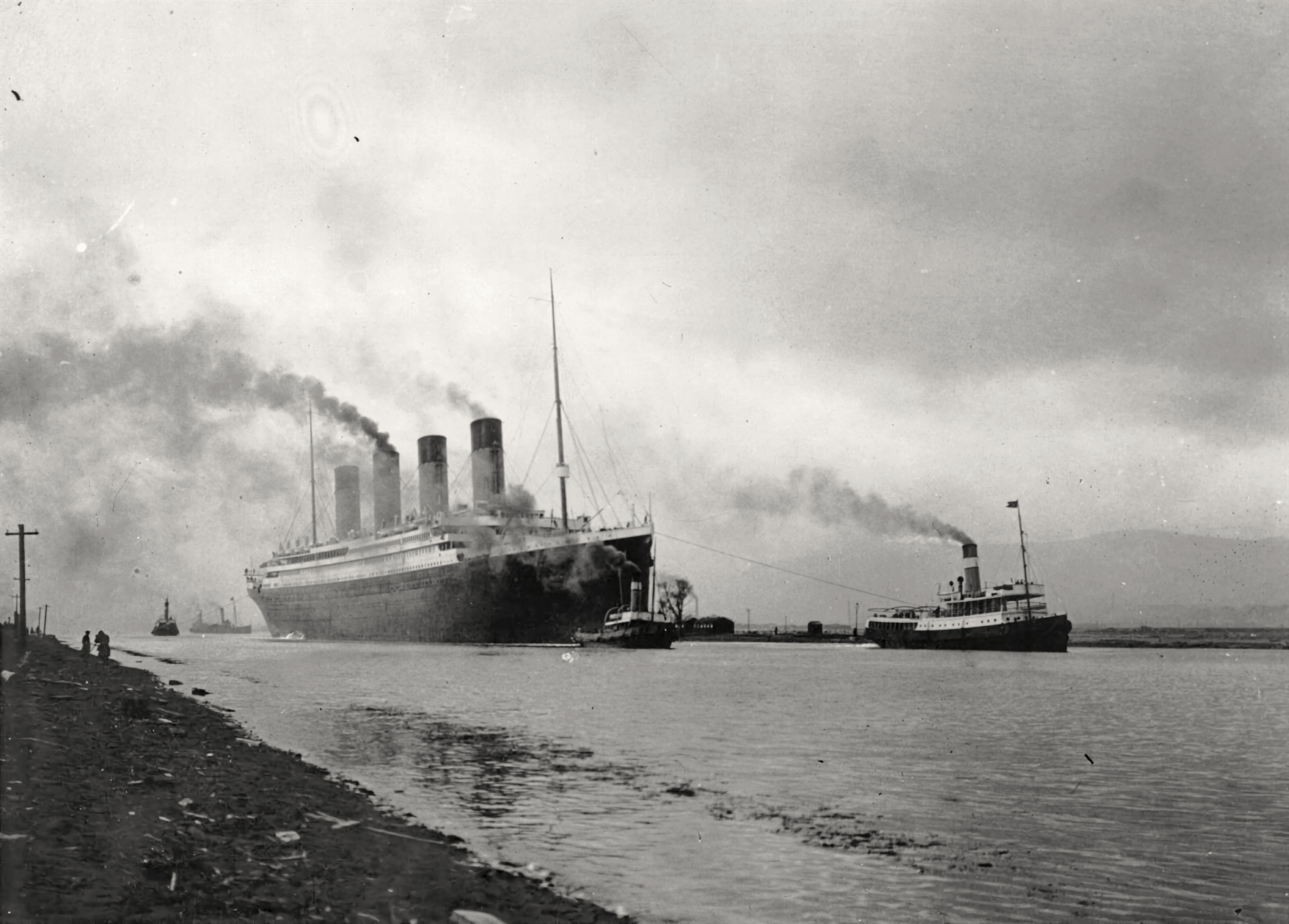
Le Titanic part pour ses essais en mer le 2 avril 1912.

Le 2 avril 1912, 78 chauffeurs et soutiers ainsi que 41 officiers et membres d'équipage se trouvent à bord. À 6 h, le Titanic quitte son dock, tiré par quatre remorqueurs appartenant à la Red Funnel Line, sous le commandement d'Edward Smith. Toute la journée, le Titanic procède à des essais de vitesse et de manœuvrabilité (arrêts d'urgence sur son erre, mesures des qualités manœuvrières à différentes vitesses). Durant ces essais, le navire montre qu'il peut stopper sur une distance de seulement trois fois sa longueur.
À midi, les ingénieurs, les représentants du chantier et les représentants du ministère du Commerce britannique l'inaugurent, en déjeunant dans la salle à manger de première classe. Après d'autres essais, le Titanic rentre à Belfast vers 18 h. Le nouveau paquebot ayant rempli toutes les exigences du gouvernement britannique, Francis Carruthers, inspecteur du Board of Trade, signe le certificat de navigabilité no 131428, valable pour une durée d'un an. 
Vers 20 h, le paquebot vire de bord et met le cap sur Southampton où il est attendu dans la nuit du 3 au 4 avril.

#### À Southampton
Après avoir parcouru les 570 milles qui l'en séparent, le Titanic arrive, peu avant minuit, au port de Southampton où six remorqueurs de la Red Funnel Line l'attendent. Le navire accoste le quai no 44. Pour accueillir les nouveaux navires, le port de la ville a dû subir de nombreux travaux. Durant l'escale, les cheminées sont repeintes ainsi que le flanc bâbord de la coque. 
Une fois achevé, le Titanic a coûté 1,5 million de livres soit 7,5 millions de dollars américains à l'époque (150 millions au début des années 2000).

### Traversée inaugurale

#### Embarquement des passagers

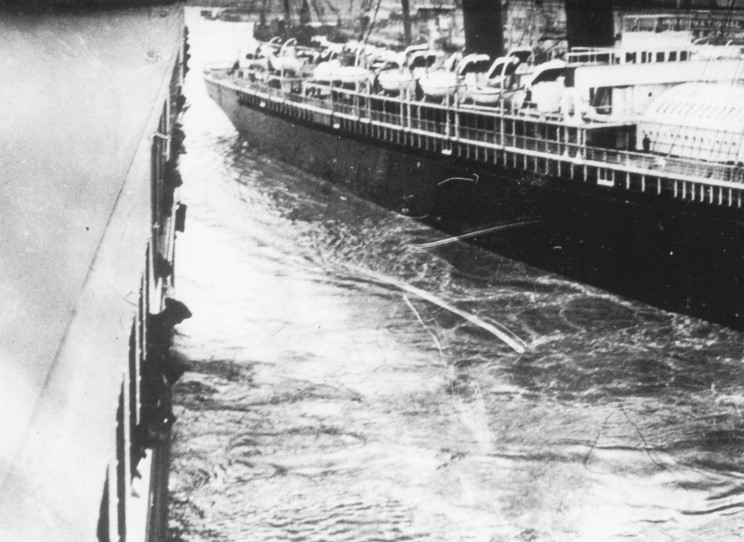
Le Titanic et le City of New York.

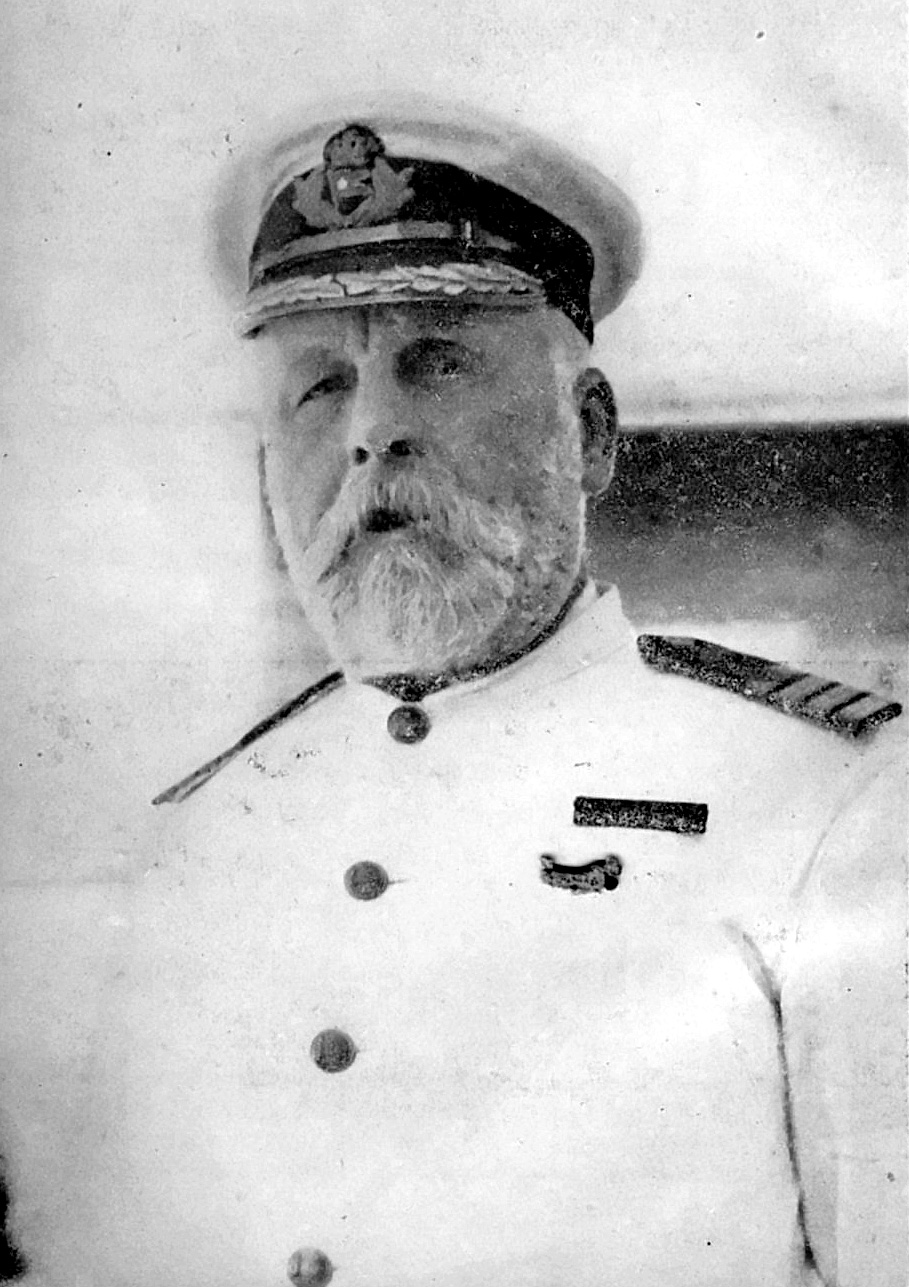
Edward Smith est le seul maître à bord après Dieu.

Le 10 avril 1912, à 12 h 15, le Titanic appareille de Southampton en Angleterre avec à son bord 953 passagers dont 31 trans-Manche et 889 membres d'équipage. On ne compte pas moins de quarante nationalités présentes à bord du navire. 
Lors de son départ, le navire manque de peu de heurter le paquebot City of New York amarré au quai 38. Les remous causés par les hélices du Titanic font rompre les amarres du City of New York, et ce dernier se rapproche rapidement du Titanic jusqu'à une distance de deux mètres. Le commandant Edward Smith donne alors l'ordre de mettre les machines « arrière toute », ce qui a pour effet de repousser le New York. Le Titanic quitte enfin Southampton avec une heure de retard. À 18 h 35, le Titanic étant arrivé à Cherbourg (Cherbourg-en-Cotentin depuis 2016) en Normandie, 24 passagers trans-Manche débarquent et 274 embarquent, principalement des 1re classes. Cependant, le Titanic reste en rade car son tirant d'eau ne lui permet pas de venir à quai. Ce sont donc, comme pour les autres paquebots, deux transbordeurs de la White Star Line, le Nomadic et le Traffic, qui se chargent de transborder les 274 passagers qui embarquent sur le Titanic,. À 20 h 10, le paquebot appareille de Cherbourg pour Queenstown (aujourd'hui Cobh) en Irlande.
Le 11 avril 1912, à 11 h 30, le Titanic arrive à Queenstown où débarquent sept passagers tandis que 120 embarquent, en grande majorité des passagers de 3e classe émigrant vers les États-Unis. À 13 h 30, le RMS Titanic quitte Queenstown pour New York avec à son bord 1 324 passagers et 889 membres d'équipage,. Il est parfois dit qu'Edward Smith envisageait de prendre sa retraite après cette traversée et qu'il ne devait par conséquent assurer le commandement du Titanic que pour cette unique fois. Il est cependant parfois considéré que Smith n'avait encore rien décidé : des sources laissent en effet penser que la White Star souhaitait qu'il assure également le commandement du Gigantic, dont la mise en service était prévue pour 1914.

#### Voyage

Itinéraire prévu pour le Titanic.

Le 12 avril 1912, à 19 h 45, le Titanic reçoit un message de La Touraine lui signalant un brouillard dense, une couche de glace épaisse, des icebergs et un navire abandonné sur plusieurs points de l'Atlantique Nord. Ce message est immédiatement remis au commandant Edward Smith.
Dans la journée du 13 avril 1912, le Titanic reçoit plusieurs messages lui signalant des icebergs, des growlers (petits icebergs d'un mètre par cinq) et quelques champs de glace. Dans l'après-midi, un incendie est éteint dans la salle des chaudières no 5 : il faisait rage depuis plusieurs jours (peut-être depuis le 2 avril) et avait été décelé le jour du départ. Il ne s'agissait pas d'un fait inhabituel sur les navires de l'époque, mais celui-ci était d'une rare intensité (dû à un coup de grisou sur un charbon de faible qualité livré à cause d'une grève des mineurs) et une douzaine d'hommes ont été nécessaires pour le maîtriser, mais ce feu de charbon a pu fragiliser les cloisons de cette salle. À 22 h 30, le paquebot reçoit un avis du Rappahannock lui signalant encore un épais champ de glace et plusieurs icebergs ; la réception de ce message est confirmée par un officier,.

### Naufrage

#### Déroulement

##### Nuit de la collision

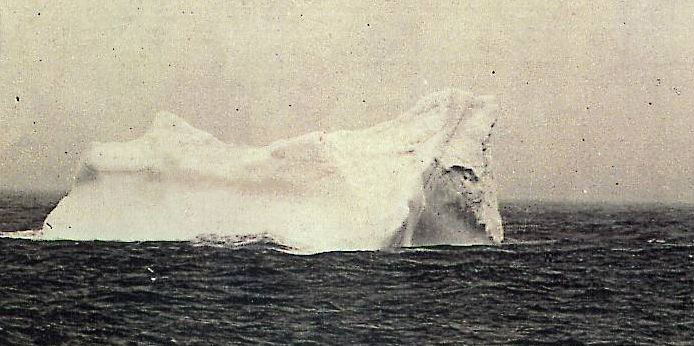
L'un des icebergs soupçonnés d'être celui qui a été heurté par le Titanic.

Le 14 avril 1912 vers 21 h, le Titanic a déjà parcouru 1 451 milles (2 687 kilomètres). Durant cette journée, le Titanic reçoit une dizaine de messages venant de plusieurs navires, parmi lesquels le Baltic et le Californian, lui signalant des avis de glace. À 22 h 55, Cyril Evans, l'opérateur radio du Californian, alors pris dans la glace à 20 milles (environ 36 km) au nord du Titanic, envoie un message à tous les navires alentour, parmi lesquels le Titanic : à bord de ce dernier, Jack Phillips, le radio-télégraphiste, reçoit le message. Il l'interrompt en lui demandant de se taire « Shut up, shut up, I am busy. I am working Cape Race ». L'utilisation des mots « Shut up » était une formule courante parmi les opérateurs radio pour demander poliment aux autres de « garder la ligne libre ». Evans entendra le Titanic pour la dernière fois à 23 h 25 qui communiquait avec Cap Race. Il n'éteindra donc pas la radio à la suite du message de Phillips mais à 23 h 35, soit plus d'une demi-heure plus tard. Étant le seul télégraphiste à bord, il n'avait pas obligation de rester en veille en permanence.
À 23 h 40, par 41° 46′ N et 50° 14′ O, alors que le Titanic avance à 22,5 nœuds (41,7 km/h), les veilleurs Frederick Fleet et Reginald Lee installés - mais sans jumelles - dans le nid-de-pie du mât avant aperçoivent un iceberg droit devant dans le brouillard et le signalent à la passerelle. Le 1er officier William Murdoch, alors officier de quart, essaie de faire virer le navire vers bâbord et fait arrêter les machines et demande une « marche arrière toute ». Quelque 37 secondes plus tard, le navire vire mais heurte l'iceberg par tribord et le choc plie des tôles et fait sauter des rivets, ouvrant ainsi une voie d'eau dans la coque sous la ligne de flottaison. Les portes étanches sont alors immédiatement fermées par Murdoch afin d'éviter une voie d'eau plus importante. Mais l'eau commence à envahir les cinq premiers compartiments du bateau. Or, le Titanic ne peut flotter qu'avec au maximum quatre de ses compartiments remplis d'eau.

##### Évacuation des passagers
À 0 h 5, le commandant fait enlever les tauds des embarcations et rappeler l'équipage. À 0 h 15, le premier appel de détresse est envoyé en signal CQD par TSF sur la longueur d'onde des 600 mètres. 
À 0 h 25, l'ordre est donné de faire monter les femmes et les enfants en premier dans les canots de sauvetage. À 0 h 45, le premier canot est affalé avec 28 passagers contre 65 possibles, et le signal CQD est transformé en SOS. Les officiers s'occupent de faire monter les femmes et les enfants en priorité dans les canots, et les première et deuxième classes (comme Lawrence Beesley), étant plus près des lieux d'embarcation sur les canots, y ont plus facilement accès. Mais la capacité des canots n'est que de 1 178 personnes au total, et il y a environ 2 200 personnes à secourir.

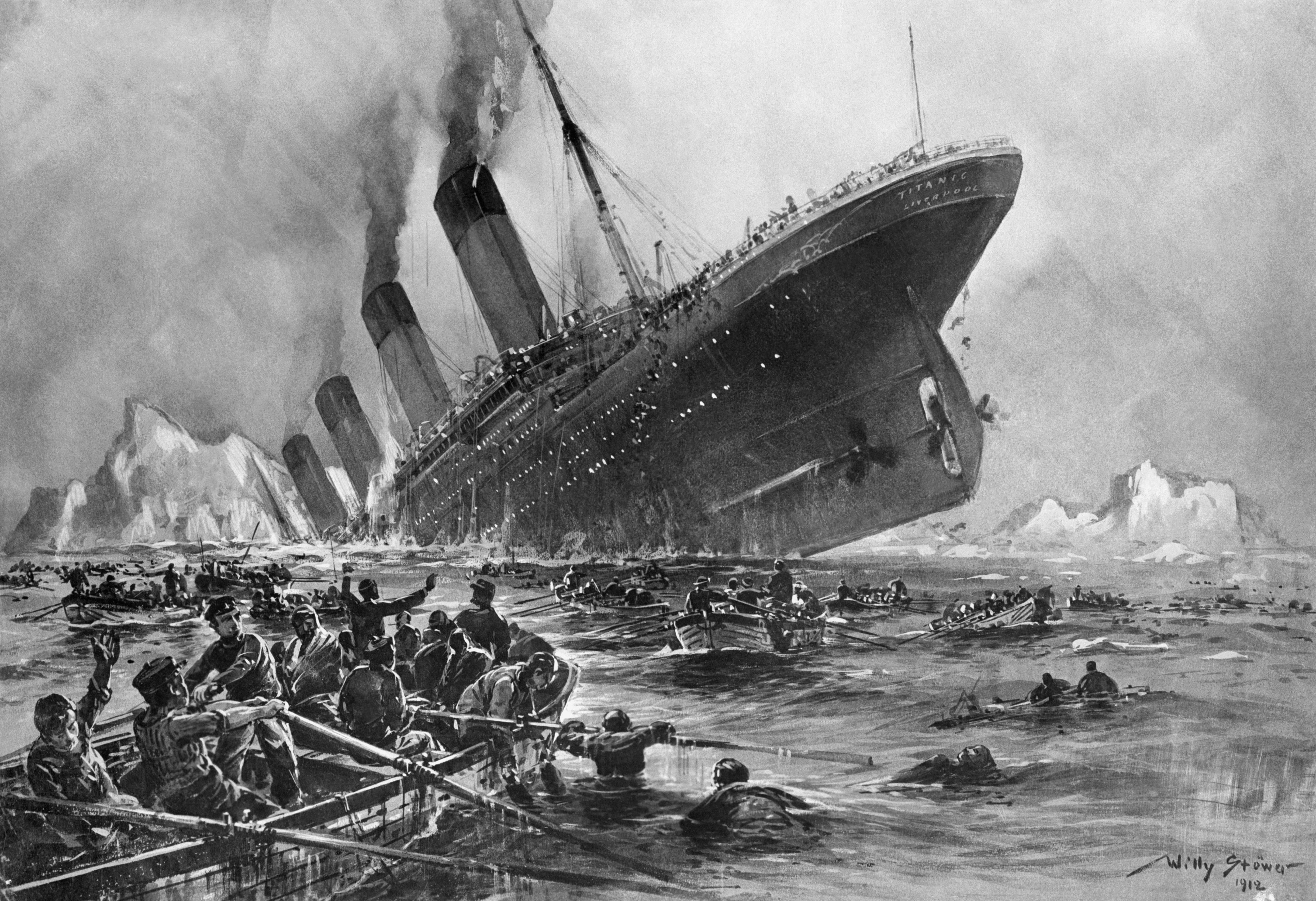
Dessin de Willy Stöwer sur la catastrophe.

Les canots de sauvetage quittent le Titanic à intervalle régulier, et sont pour la plupart à moitié vides. À bâbord, le second officier Charles Lightoller et le capitaine Edward Smith ne font monter que des femmes et des enfants, alors qu'à tribord, le premier officier William Murdoch complète souvent les places vides avec des hommes. Seuls deux des vingt canots partiront à pleine charge. À 2 h 5, le canot pliable D (collapsible) est le dernier mis à la mer avec succès, contenant 24 personnes à son bord contre 47 possibles. À intervalles réguliers, jusqu'à 1 h 40, des fusées de détresse sont envoyées. Il en est de même pour les SOS qui sont envoyés jusqu'à 2 h 17, heure à laquelle l'eau atteint la cabine radio. Les deux canots restants après 2 h 5, les canots pliables A et B, situés sur le toit du quartier, sont descendus sur le pont des embarcations mais les officiers ne disposant pas de suffisamment de temps, ils partent à la dérive quand l'eau envahit l'avant du pont et des nageurs s'y installent. Environ quarante personnes se trouvant sur ces dernières chaloupes seront récupérés par d'autres canots,.

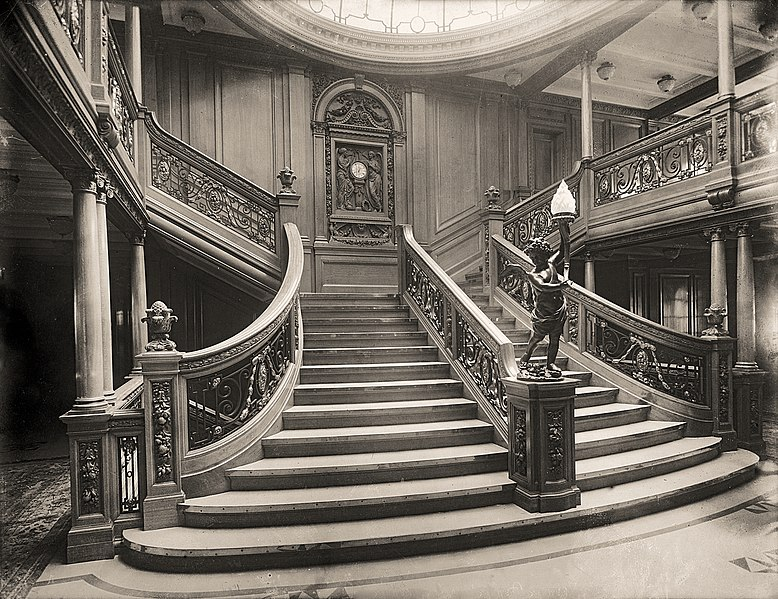
Grand escalier de la première classe.

À 2 h 17, l'orchestre du Titanic s'arrête de jouer juste avant la chute de la cheminée, selon la plupart des témoignages. D'autres, comme Archibald Gracie, ont cependant déclaré que les musiciens ont cessé de jouer plus tôt dans la soirée. Peu après, la grande verrière se brise en entraînant la destruction du Grand Escalier et donnant accès à l'eau à toutes les pièces de l'avant. À 2 h 18, les lumières du Titanic clignotent une dernière fois puis s'éteignent. Un instant plus tard, le paquebot se brise en deux. Alors que la partie avant coule, la partie arrière flotte pendant quelques instants et se remplit d'eau lentement jusqu'à ce qu'elle sombre à 2 h 20,,. La température de l'eau est alors de −2 °C. 

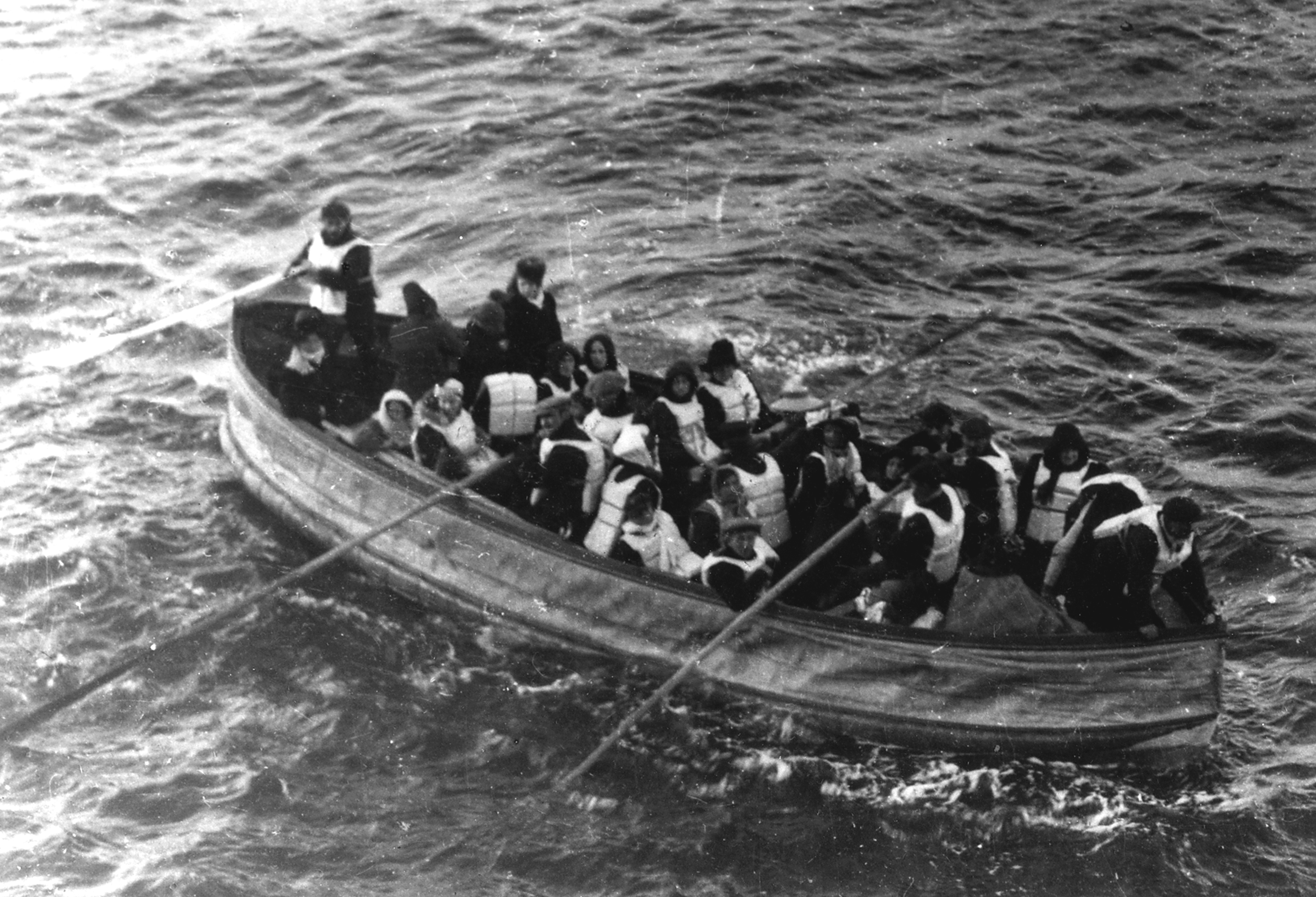
Le canot de sauvetage pliable D à l'approche du Carpathia.

Aux alentours de 3 h, le canot no 14 commandé par le cinquième officier Harold Lowe revient sur les lieux du naufrage, après avoir attendu puis vidé ses passagers dans d'autres canots. Arrivant trop tard, il ne tire de l'eau que quatre hommes, dont l'un meurt à bord du canot. Plus tard, à 3 h 30, les passagers des canots aperçoivent les feux du Carpathia. À 5 h 30, le Californian prévenu par le Frankfurt arrive sur les lieux du désastre. Le dernier canot est récupéré à 8 h 30, le deuxième officier Charles Lightoller est le dernier à monter à bord. Le capitaine Arthur Rostron du Carpathia met ensuite le cap sur New York à 10 h 50.

#### Arrivée des rescapés

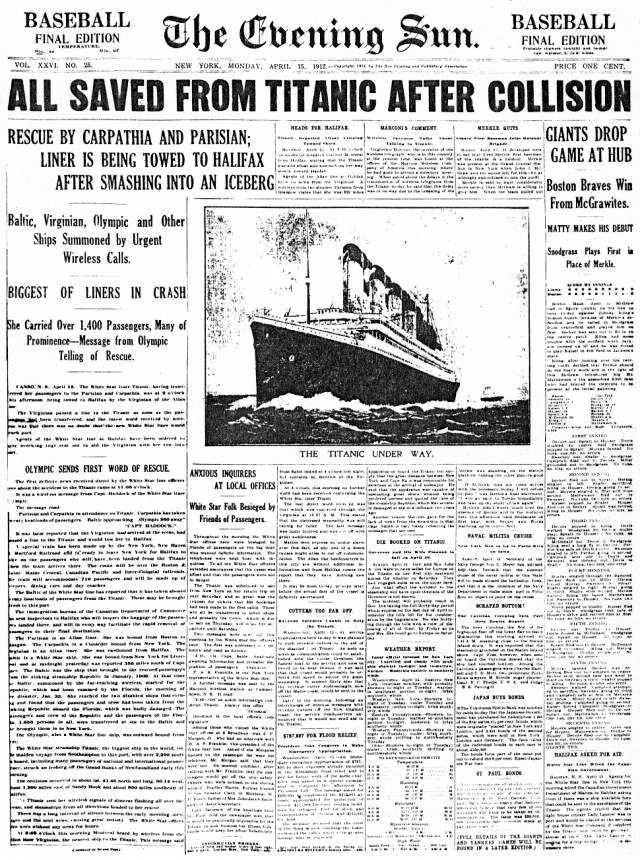
Une du journal lEvening Sun du 15 avril 1912.

Durant la matinée du 15 avril, des informations sur le naufrage parviennent mais sans qu’on puisse en vérifier les détails, si bien que les journaux américains restent sur leur réserve voire ne prennent pas conscience de la gravité des événements. Prudent, le Herald[Lequel ?] titre : « Le Titanic heurte un iceberg et appelle au secours. Des navires en route ». Le New York Evening Sun titre : « Tous les passagers du Titanic sauvés après collision […] Paquebot remorqué sur Halifax », en expliquant que les passagers du navire ont été transférés sur le Carpathia et le Parisian et que l'équipage est resté sur le Titanic pendant que celui-ci est remorqué vers la Nouvelle-Écosse. Seul le Times annonce dans ses premières éditions que le paquebot a très certainement coulé puisqu’on n’a plus rien reçu après les premiers messages,.
À 8 h, une foule de journalistes se presse au bureau de la White Star à New York, au 9 rue Broadway. Devant la presse, son vice-président, Philippe A.S. Franklin se montre rassurant : « Nous avons une confiance absolue dans le Titanic. Nous sommes persuadés que c’est un navire qui ne peut pas couler », ce qui ne l'empêche pas d'envoyer un télégramme alarmant au capitaine Smith : « Attendons anxieusement nouvelles navire et précisions sur sort passagers ». Alors que les proches des naufragés commencent à arriver, la compagnie fait tout pour les rassurer.

À 18 h 15, lorsqu'un message du paquebot Olympic parvient, c'est le coup de massue. Le Titanic a bien sombré à 2 h 20 du matin. Le Carpathia, qui aurait recueilli 675 rescapés, se dirige vers New-York. Dès lors, le doute n’est plus permis. Pressé de questions par les journalistes, le vice-président de la White Star se contente dans un premier temps de confirmer le naufrage, sans donner plus de détails. À 21 h, il confie : « C'est une catastrophe... On pourrait remplacer le navire, mais jamais les vies humaines ».

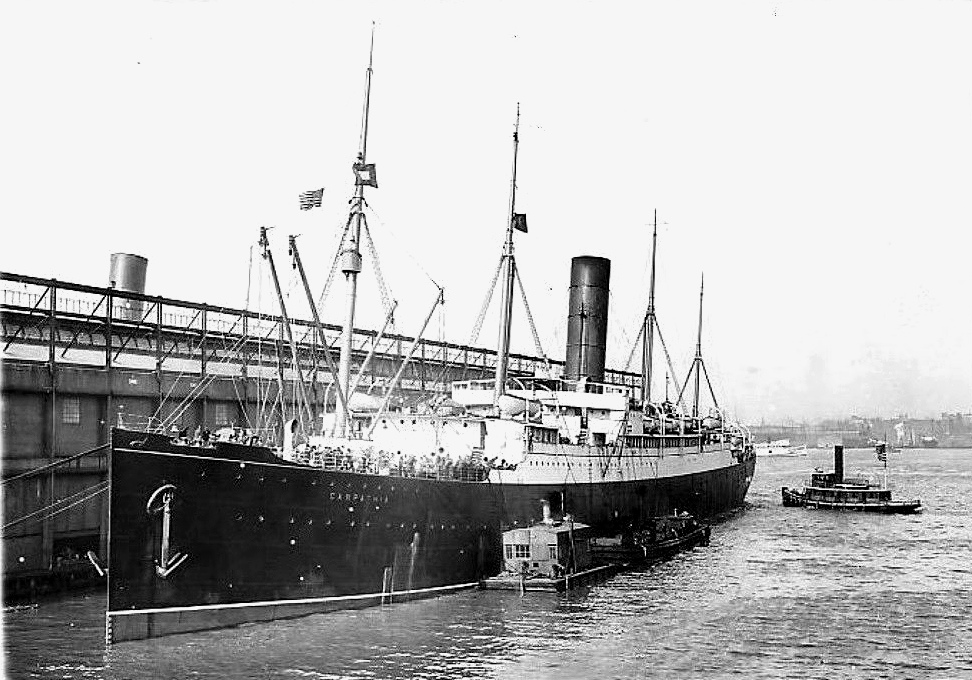
Le RMS Carpathia à New York avec les rescapés.

Trois jours passent et peu de nouvelles parviennent. En manque d’informations, certains journaux s’en prennent au Carpathia. L'Evening Mail dénonce « le silence assourdissant du Carpathia », tandis que le World attaque l’équipage qui « ne veut pas envoyer la liste des disparus ».
Le jeudi soir, lorsque le Carpathia arrive enfin à New York, trente mille personnes se massent le long des quais pour le voir arriver. Les rescapés peuvent dès lors être interrogés par les journalistes, ce qui n’empêche pas l’apparition dans la presse de témoignages invraisemblables. On y apprend qu’un passager de deuxième classe serait notamment resté à cheval sur un morceau de glace pendant quatre heures. Une passagère aurait, elle, vu l’iceberg une heure avant la collision.

#### Bilan
Le naufrage du Titanic fit environ 1 500 morts, le nombre variant entre 1 491 et 1 513, victimes. Il y a donc environ 700 rescapés. Les membres d'équipage sont les plus touchés puisque 76 % d'entre eux sont morts. 75 % des troisièmes classes ont également trouvé la mort. 
D'une façon plus générale, la principale différence se situe entre les hommes et les femmes. Seules 25 % des femmes sont mortes dans le naufrage contre 82 % des passagers masculins. Proportionnellement, les enfants sont davantage victimes que les femmes, 53 des 109 enfants à bord ayant péri, soit 48,6 % d'entre eux,. Le nombre plus important d'hommes morts s'explique par le fait que la règle « les femmes et les enfants d'abord » a prévalu, contrairement à la majorité des catastrophes maritimes.

#### Causes

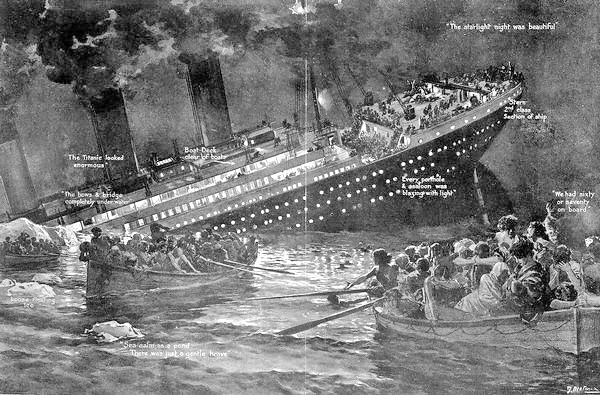
Illustration de l'époque, au National Maritime Museum.

Le naufrage du Titanic a de nombreuses causes, tant naturelles qu'humaines. Son bilan, qui est l'un des plus lourds de l'histoire maritime, s'explique également par plusieurs facteurs. Les circonstances du naufrage sont en effet particulières. Il est vrai qu'il est rare de trouver des icebergs dans cette région de l'Atlantique au mois d'avril, mais la présence de nombreuses glaces cette année-là s'explique par un hiver particulièrement doux. Ceci explique aussi que le Titanic, qui navigue pourtant plus au sud que la route conseillée, se soit dirigé droit vers un champ de glaces. De plus, la nuit est sombre, sans lune et sans vent, ce qui rend plus difficile le repérage des icebergs. Ceci est aggravé par l'absence de jumelles pour les guetteurs dans le nid-de-pie, à la suite d'une négligence des officiers : selon Frederick Fleet, le veilleur qui a aperçu et signalé l'iceberg, des jumelles auraient peut-être permis de le voir à temps.
De plus, les compartiments étanches ne montent pas assez haut pour empêcher la progression de l'eau (ces cloisons transversales sont interrompues à 15 mètres de hauteur par les architectes pour que les passagers puissent emprunter le pont-promenade supérieur), la coque n'est double qu'au fond du navire (ne protégeant que des hauts fonds), et l'acier composant certaines parties de la coque est très cassant à température négative (celle de l'eau la nuit du drame était de −1 à −2 °C), bien qu'il soit le meilleur de l'époque produit en France dans les fours Martin, comme les rivets qui maintiennent les plaques de la coque ensemble (les chantiers irlandais Harland and Wolff ont commandé 9 millions de rivets pour le Titanic, le Britannic et l'Olympic mais une pénurie de pièces en acier les ont incités à utiliser des rivets en fer forgé). 
La vitesse du navire au moment du choc était également trop élevée pour les circonstances (bien qu'en accord avec les règles de navigation de l'époque). Malgré une tentative de la part de la commission américaine qui enquêta sur le naufrage, il n'a pu être prouvé qu'Ismay ait poussé le commandant à aller plus vite. 
Enfin, le nombre élevé de morts s'explique par le faible nombre de canots de sauvetage du navire, qui ne pouvaient contenir que 1 178 personnes sur les 2 200 à bord, mais aussi par le manque d'organisation dans leur chargement et d'information des passagers. Cette mauvaise organisation aurait rendu des canots supplémentaires peut-être inutiles, puisque les officiers n'ont pas eu le temps de s'occuper des deux derniers canots. Certains canots de sauvetage, comme le no 1, partent presque vides et refusent de revenir sur les lieux du naufrage. Ceci explique que les canots sont, à la fin, remplis à moins des deux tiers.

#### Conséquences

L'iceberg n'a pas fait directement de trous dans la coque du Titanic, mais l'onde de choc a fait sauter les rivets, ouvrant ainsi une voie d'eau.

Le désastre est un choc pour l'opinion publique internationale car il prouve à tous que l'homme et ses réussites technologiques peuvent être dépassés par les puissances de la nature à une époque où le progrès scientifique semblait impossible à arrêter. Il met également la lumière sur les insuffisances techniques de l'époque : les examens modernes montrent en effet que l'acier de la coque et encore davantage les rivets autres que sur la partie centrale de la coque contiennent trop de soufre et pas assez de manganèse, ce qui les rend trop cassants. La commission britannique de Lord Mersey a fait de nombreuses propositions sur la sécurité en mer, de même que la commission américaine du sénateur Smith. L'attitude jugée désinvolte et insouciante de ceux qui décident de la route et de la vitesse des paquebots a fortement contribué à la perte du navire, selon les deux commissions sur le naufrage,.
Pour éviter qu'une telle catastrophe ne se reproduise, la communauté internationale prend plusieurs mesures. La première est la création de la Patrouille internationale des glaces le 20 janvier 1914. Depuis, aucune mort consécutive à un naufrage dû à un iceberg n'est à déplorer. De plus, la procédure à appliquer en cas de collision avec un iceberg est changée. Désormais, il est considéré que les dégâts seront moindres en cas de collision frontale. La chose est prouvée en 1914 lorsque survient la collision du Royal Edward avec un iceberg, qui ne fait aucune victime parmi les 800 passagers.
Concernant les moyens de communication, il est décrété que la veille radio doit être assurée 24 h/24 sur la longueur d'onde de 600 mètres (500 kHz) (ce qui était le cas sur le Titanic, mais ni sur le Californian ni sur le Carpathia) et devra bénéficier de batteries de secours pour alimenter la station radio de secours,. Le mauvais usage des récents progrès de la TSF déclenche dans les mois qui suivent une controverse autour de la société Marconi, dont la puissance des émetteurs avait d'abord été saluée. 
Cependant, la conséquence la plus importante du naufrage concerne les embarcations de sauvetage. Désormais, tout navire se doit d'être équipé de canots en nombre suffisant. La loi demandait jusqu'alors un équipement selon le tonnage, et n'avait pas suivi la rapide augmentation de la taille des navires. Dès la commission américaine, Ismay déclare que tous les navires de l'IMM Co seront équipés de canots en nombre suffisant. Des conférences internationales sur la sécurité en mer se sont tenues en 1914, 1929, 1948 et 1960 et ont notamment rendu obligatoire pour tous les navires de pouvoir être évacués en une demi-heure.

## Caractéristiques

Comparaison de la taille du paquebot avec différents éléments dont le Queen Mary 2 et l'Airbus A380.

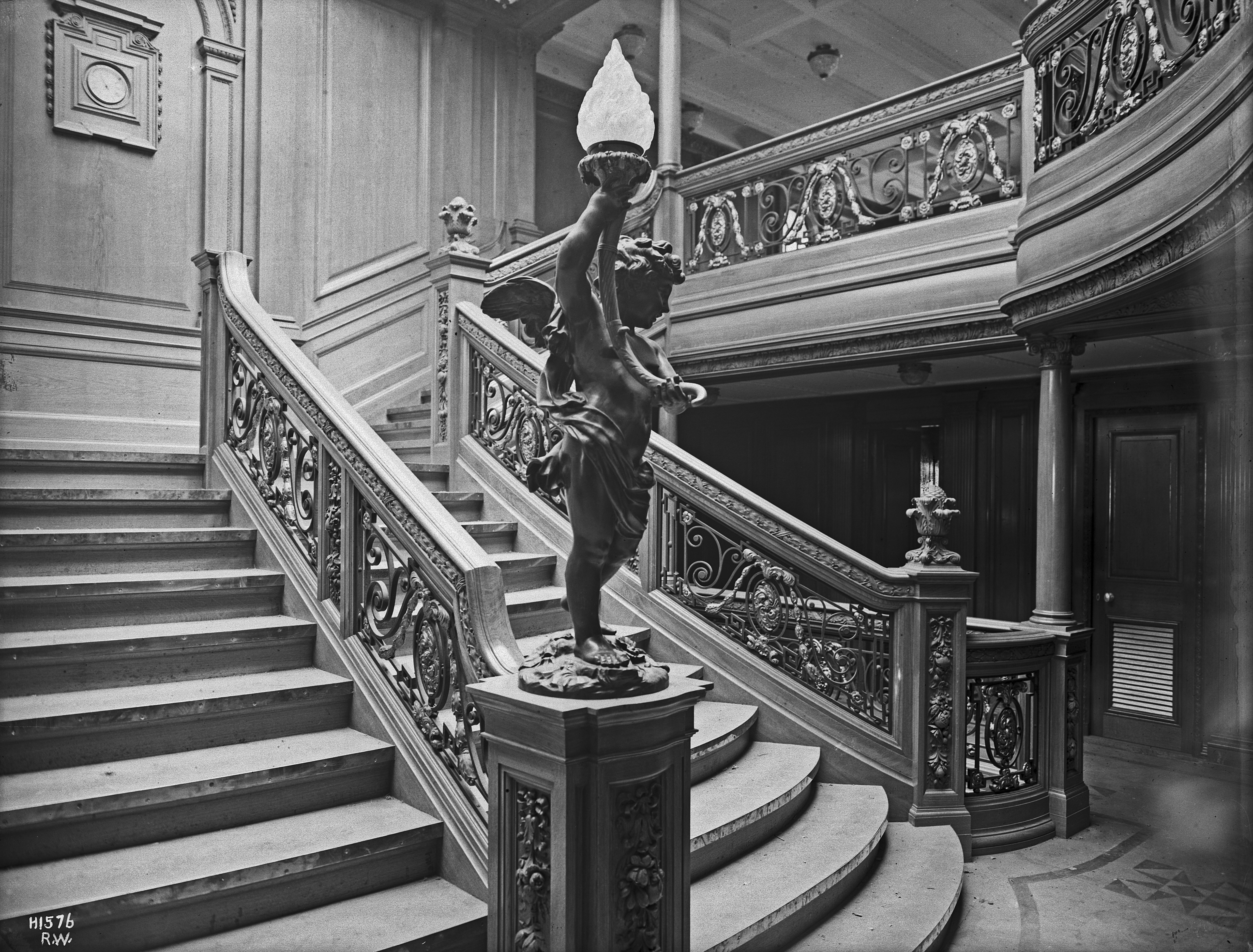
Le Grand Escalier arrière à la hauteur du Pont B de l', identique à celui (arrière) du Titanic.

Le Titanic est long de 269 mètres, large de 28 mètres et haut de 53 mètres, de la quille aux cheminées. Son tonnage brut est d'environ 46 000 tjb, soit 1 000 de plus que l'Olympic. Il nécessite environ 885 membres d'équipage, et peut transporter 2 471 passagers répartis en trois classes. 
Le paquebot à quatre cheminées transporte également du courrier. C'est pour cette raison qu'il porte le sigle « RMS »,. En tout, le navire a coûté 7,5 millions d'USD (soit 150 millions de dollars des premières années 2000).

### Ponts
Les dix ponts du Titanic permettent de l'élever au rang de plus grand paquebot jamais construit à son époque,. Sept de ses ponts (les ponts abritant des cabines destinées aux passagers) sont désignés par des lettres, de A à G (A étant en haut et G en bas). Au-dessus du pont A se trouve le pont des embarcations (ou pont supérieur). Le pont des ballasts sert de base au navire, ainsi qu'aux salles des chaudières et des machines qui s'étendent jusqu'aux ponts Orlop et G. Ces deux ponts comprennent également les cales et les réserves d'eau et de nourriture du navire.

### Caractéristiques techniques

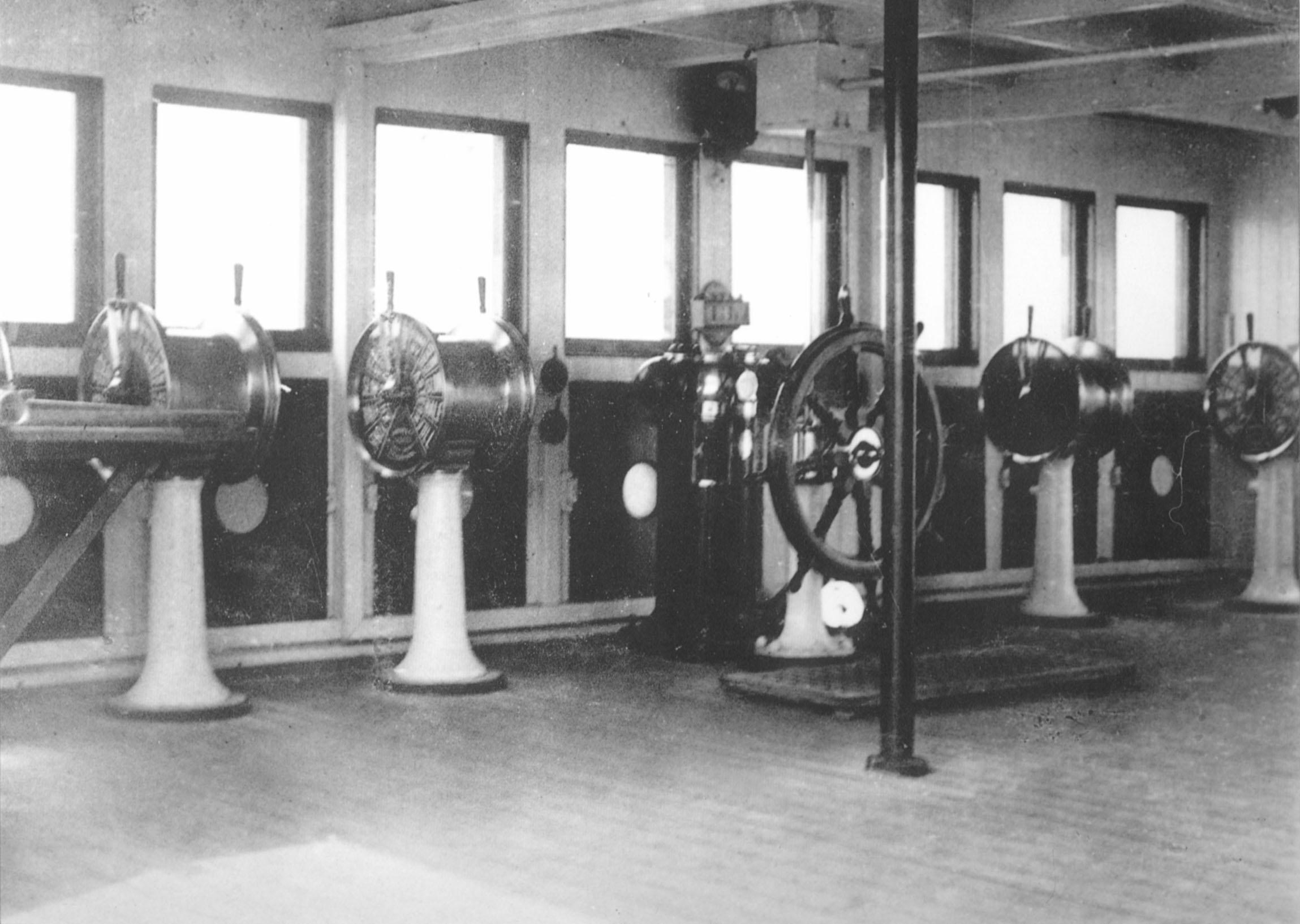
La timonerie de l'Olympic, de conception semblable à celle du Titanic.

Le Titanic, comme ses sister-ships de classe Olympic, est propulsé par une combinaison de deux types de machines. On trouve dans les profondeurs du paquebot 29 chaudières regroupées dans six salles, qui alimentent en vapeur les machines alternatives à triple expansion situées dans la salle des machines (à l'arrière des salles des chaudières), puis la turbine dans la salle suivante. Les premières actionnent les deux hélices latérales à trois pales du paquebot, tandis que la turbine fait tourner l'hélice centrale à quatre pales. À une vitesse de 21 nœuds, sa consommation est évaluée entre 638 et 737 tonnes de charbon par jour. À 22 nœuds, celle-ci est évaluée de 720 à 808 tonnes par jour, selon les statistiques prises en compte. L'énergie électrique nécessaire au fonctionnement des différents équipements du navire est fournie par quatre dynamos de 400 kW. Les fumées de combustion du charbon et la vapeur sont ensuite évacuées par les trois cheminées avant. La quatrième, factice, sert quant à elle à améliorer l'esthétique du paquebot, à l'aération des salles des machines et à évacuer la vapeur des cuisines,.
La passerelle de navigation du Titanic se trouve sur le pont supérieur, à environ 60 mètres de la proue. Elle s'étend sur toute la largeur du navire, et comprend deux timoneries (une fermée et une seulement couverte), deux ailerons de manœuvre, une salle de navigation et la salle des cartes. En arrière de la passerelle, se trouvent les quartiers des officiers qui bénéficient de logements proportionnels à leur rang : le commandant Edward Smith bénéficie pour sa part d'une suite avec salon et salle de bains. À l'arrière de la première cheminée, se trouve une salle de radiotélégraphie sans fil dont la veille est assurée par deux opérateurs radio (Jack Phillips et Harold Bride, lors de l'unique traversée du paquebot) dont les quartiers sont attenants. Les quartiers des chauffeurs et soutiers se trouvent quant à eux dans la proue du navire, et ceux-ci accèdent à leur lieu de travail par un escalier en colimaçon et un tunnel.
La veille est assurée depuis le nid-de-pie situé sur le mât avant, et le navire dispose également d'une passerelle d'accostage, sur le pont de poupe. Une ligne téléphonique permet de communiquer entre le nid-de-pie, la timonerie, la plage arrière, la salle des machines et le compartiment arrière, améliorant la rapidité des manœuvres du navire. Une autre ligne permet à certains passagers de première classe de communiquer avec différents services, notamment les offices.

### Dispositifs de sécurité
La coque du Titanic est divisée en seize compartiments étanches. La fermeture des douze portes étanches, situées aux endroits où un passage est nécessaire à la bonne marche du navire, peut se faire par le biais d'un interrupteur situé sur la passerelle. Elle peut également se faire automatiquement en cas de voie d'eau. Cependant, si les compartiments avant et arrière montent jusqu'aux ponts D à B, les compartiments centraux ne dépassent pas le pont E. Ainsi, il est alors considéré que si deux compartiments adjacents sont inondés, le navire peut rester à flot. Cette limite va jusqu'à quatre compartiments si ce sont les compartiments avant du navire,.
Le navire est également équipé d'un double fond. De plus, huit pompes capables d'évacuer 400 tonnes d'eau par heure se trouvent à bord. Tout ceci entraîne des rumeurs d'une prétendue « insubmersibilité » du navire que la compagnie ne dément pas. Cependant, de telles rumeurs sont loin de ne concerner que le Titanic : la compagnie avait déjà qualifié le Cedric, neuf ans plus tôt, de « pratiquement insubmersible ». La rumeur veut également qu'au moment de son lancement, un employé ait déclaré : « Dieu lui-même ne pourrait pas couler ce paquebot ».
Le Titanic est également équipé de 20 canots de sauvetage : 14 canots d'une capacité de 65 personnes, 2 canots « de secours » pour 40 personnes et 4 radeaux pliables (collapsible) de type Engelhardt ayant également une capacité de 47 personnes. Les 20 canots peuvent ainsi contenir un total de 1 178 personnes, soit un tiers de la capacité du navire.
Ce faible nombre est toutefois supérieur à ce que demandent les lois de l'époque qui considèrent que ces canots ont le temps d'effectuer plusieurs navettes entre un gros paquebot qui met du temps à couler et les navires sauveteurs. L'idée de mettre des canots supplémentaires a été envisagée par Alexander Carlisle, l'un des concepteurs du navire, mais Ismay rejeta l'idée, pour ne pas encombrer le pont supérieur (tillac), et ne pas affaiblir l'image de fiabilité de la compagnie. Cependant, pour éviter un coût supplémentaire lors d'un éventuel changement de réglementation, Carlisle réussit à convaincre Ismay d'installer des bossoirs de type Welin capables de faire descendre successivement plusieurs canots. Lors du naufrage, le 15 avril 1912, les canots de sauvetage n'embarquent que 711 des 2 200 personnes qui se trouvent à bord. Par la suite, les lois sont modifiées pour obliger toutes les compagnies maritimes à avoir des canots de sauvetage en nombre suffisant, c'est la naissance de la convention internationale SOLAS (Safety of Life at Sea), deux ans après la tragédie.

### Installations destinées aux passagers

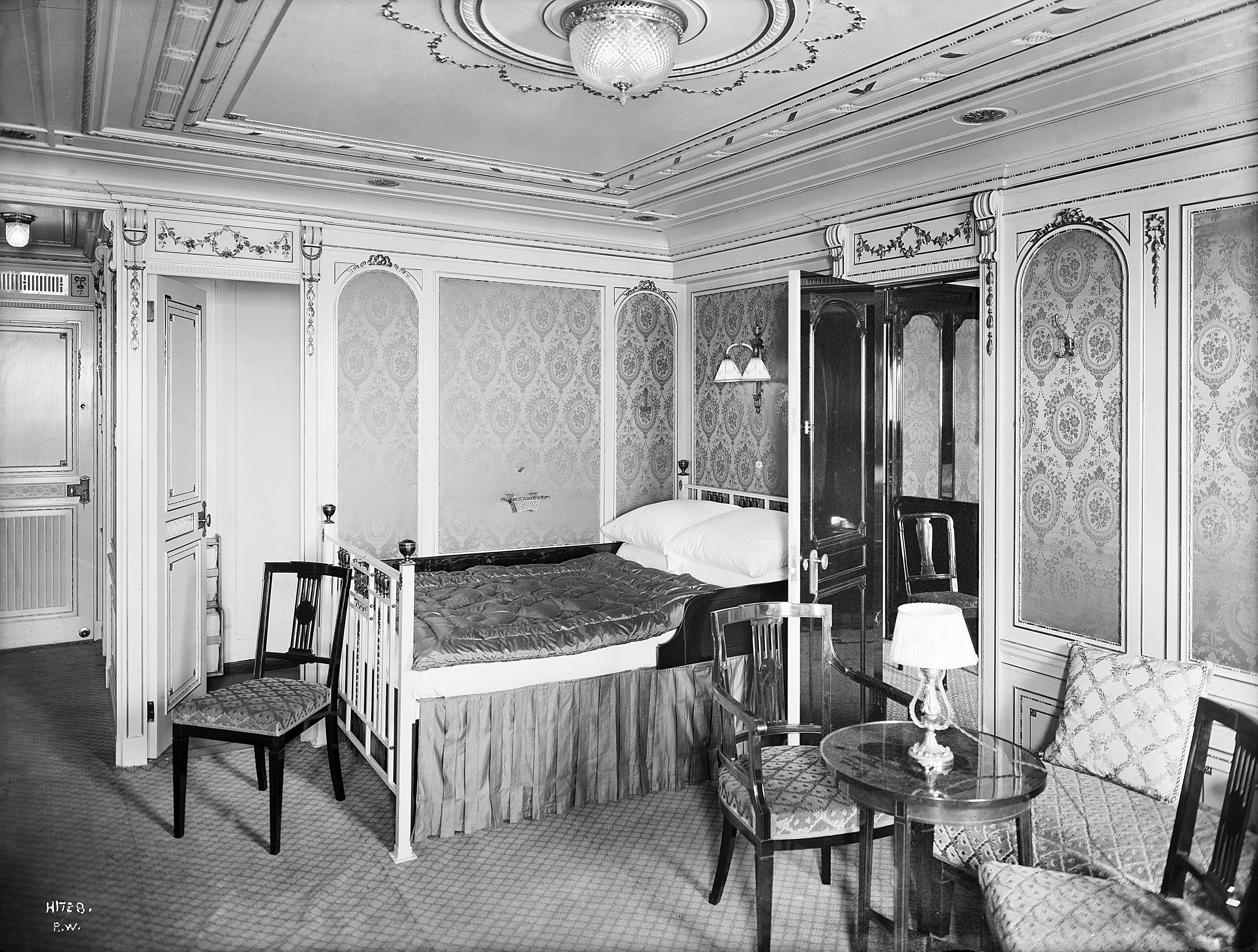
Une cabine de première classe de style Louis XVI, à bord du Titanic.

Le Titanic présente un luxe et un confort inégalés pour l'époque. Les installations de première classe s'étendent du pont des embarcations au pont E, et comprennent gymnase, fumoir, restaurant à la carte, café véranda, piscine, bains turcs et salon de lecture et de correspondance, ainsi qu'une promenade couverte. Certaines cabines sont équipées de salles de bains, et deux d'entre elles disposent même d'une promenade privée,. Toutes ces cabines et installations sont reliées par deux somptueux escaliers, celui situé à l'avant étant associé à trois ascenseurs desservant les ponts A à E. La vaste salle à manger de première classe se situe sur le pont D.

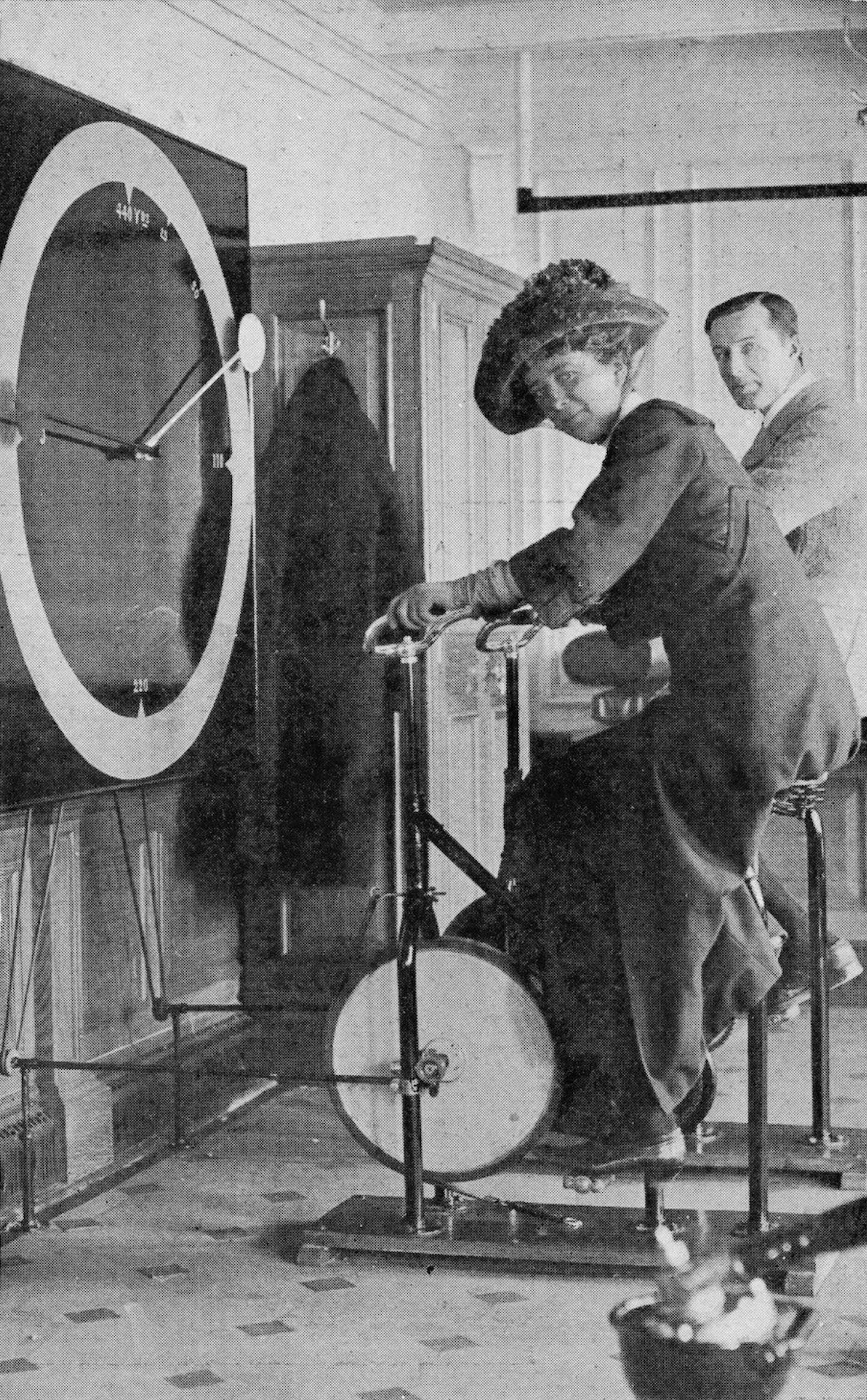
Lawrence Beesley et une amie, au gymnase des 2E classe.

Les passagers de deuxième classe ne sont pas en reste et bénéficient de cabines souvent équivalentes à la première classe d'autres navires, à l'arrière des ponts D à G. Un escalier et un ascenseur desservent la totalité de la hauteur du navire, leur donnant accès au pont des embarcations, à leur fumoir (pont B), leur bibliothèque (pont C), et leur salle à manger (pont D). Ils disposent également d'une promenade couverte.

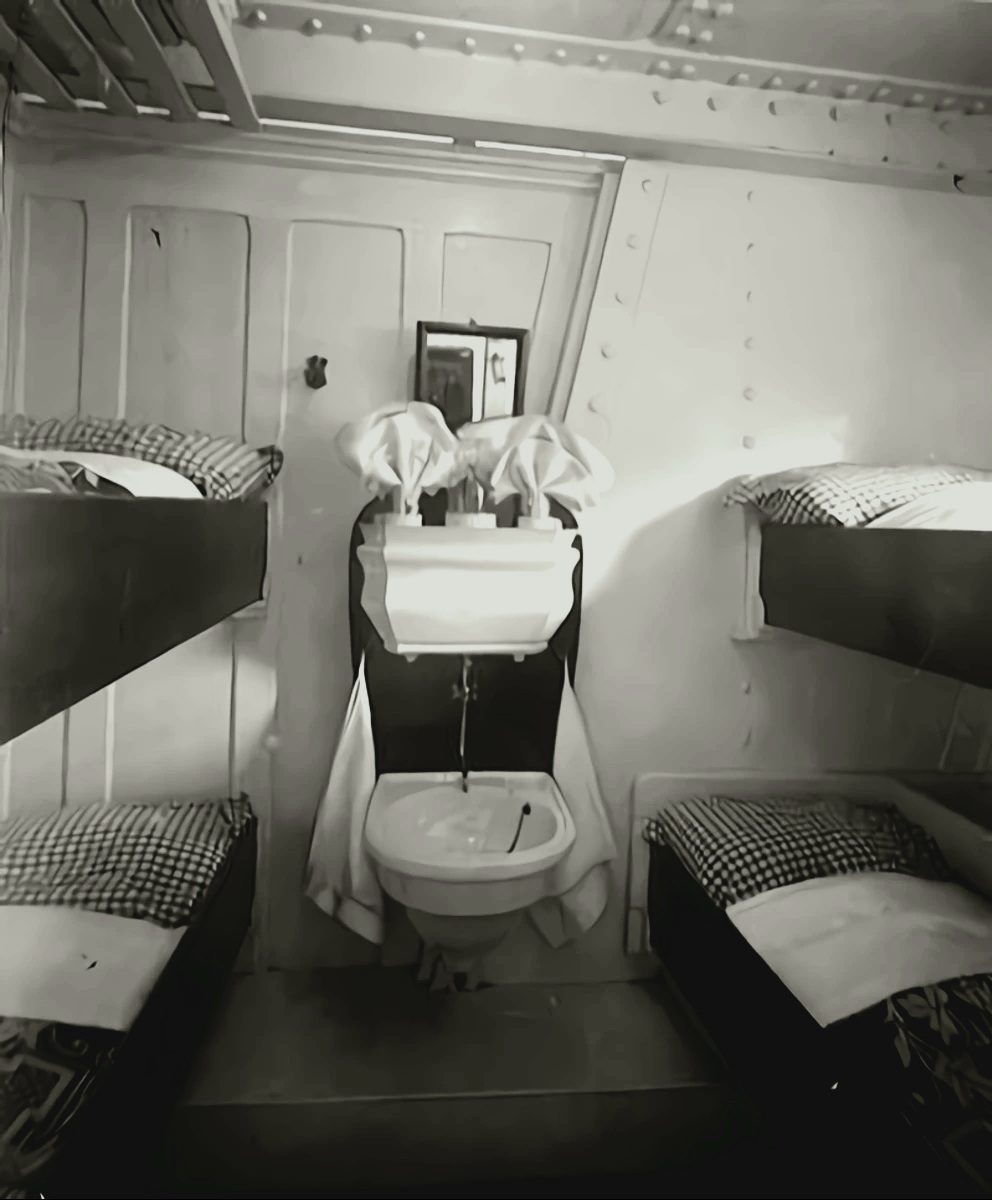
Une cabine de troisième classe à bord de lOlympic, jumeau du Titanic.

La troisième classe offre également un bon niveau en comparaison des autres navires, avec des cabines proposant de 4 à 8 couchettes, et de petits dortoirs pour les hommes célibataires, à l'avant. Les femmes seules voyagent quant à elles à l'arrière, et les familles sont regroupées au centre. La salle à manger de troisième classe se trouve au pont F et dispose de sa propre cuisine (les deux autres classes partagent la leur), et les passagers disposent de deux espaces communs et d'un fumoir, ainsi que du pont de poupe.

## À bord duTitanic

### Passagers

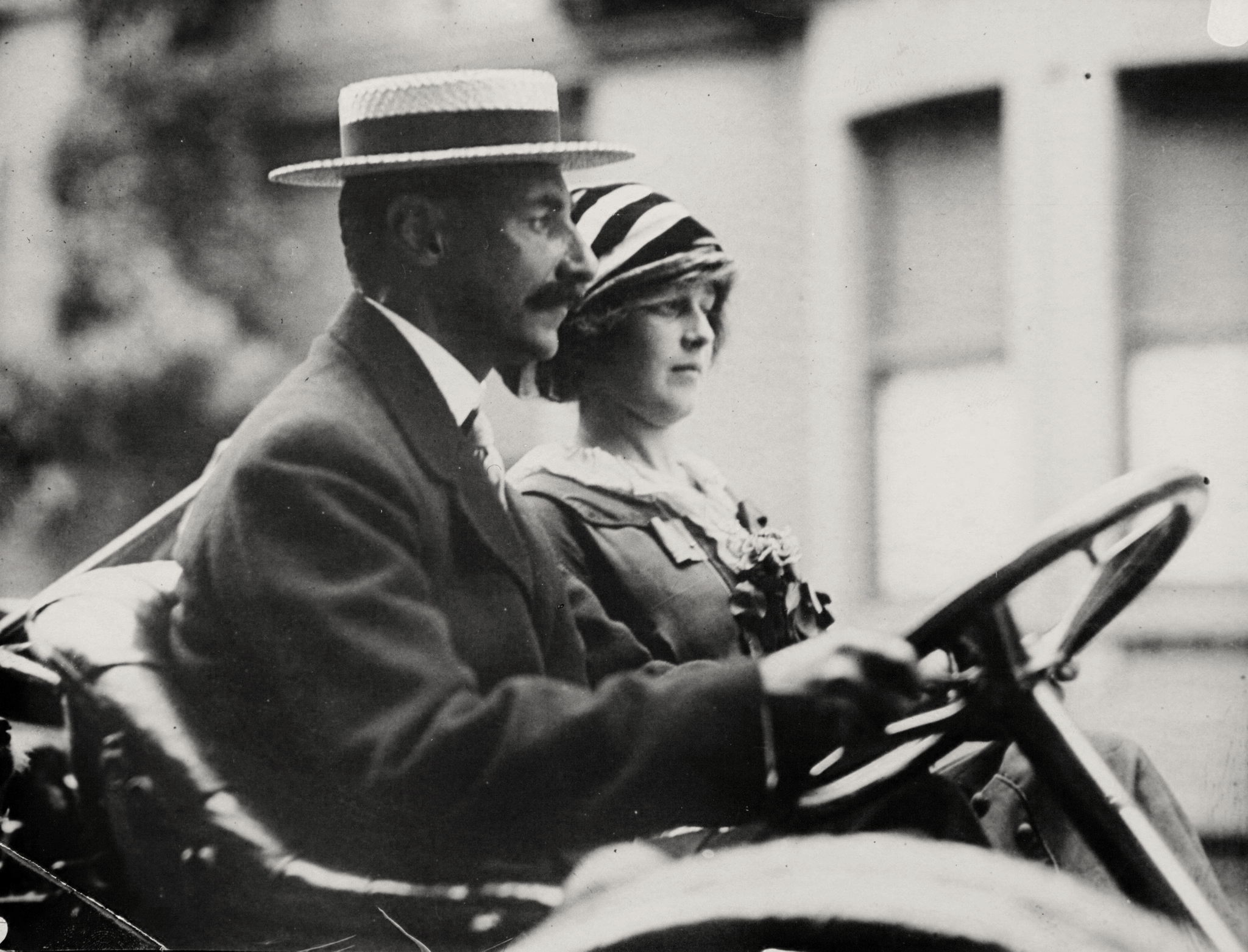
John Jacob Astor et son épouse Madeleine sont les passagers les plus fortunés.

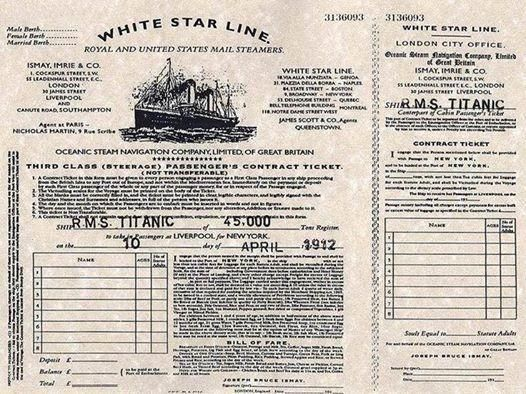
Ticket de passager du Titanic.

Sur les 1 316 passagers, 325 font partie de la première classe, 285 de la seconde et la dernière accueille 706 personnes. 922 passagers embarquent à Southampton (Angleterre), 274 à Cherbourg (France) et 120 à Queenstown (Irlande).
La première classe accueille les passagers les plus fortunés du navire. Il s'agit d'hommes d'affaires, d'artistes, de hauts gradés militaires et de politiciens entre autres. Ils sont souvent accompagnés de nombreux bagages et d'un ou plusieurs domestiques. Un certain nombre de personnalités voyagent en première classe pour la traversée inaugurale du Titanic, à commencer par Joseph Bruce Ismay, président de l'international Mercantile Marine Company et de la White Star Line et Thomas Andrews, le concepteur du navire. Tous deux voyagent dans le but d'observer les défauts que pourrait présenter le navire. L'homme le plus riche à bord est John Jacob Astor IV, colonel, écrivain, inventeur et propriétaire d'hôtels américains. D'autres grandes fortunes se trouvent également à bord, comme Benjamin Guggenheim ou Margaret Brown, ainsi que des lettrés tels que Jacques Futrelle et Archibald Gracie, ou encore des sportifs tels que Richard Norris Williams. Archibald Butt, l'aide de camp du président américain William Howard Taft, fait également la traversée à bord du Titanic pour rentrer aux États-Unis préparer les élections présidentielles de l'automne suivant. John Pierpont Morgan, milliardaire américain propriétaire de nombreux trusts, ainsi que du navire, devait également faire la traversée, mais préfère finalement fêter son anniversaire en compagnie de sa maîtresse à Aix-les-Bains.
La deuxième classe, plus hétéroclite, comprend des entrepreneurs, des enseignants, des ecclésiastiques et, parfois, des immigrants aisés, ou de retour dans leur pays d'origine. Le confort dont ils disposent égale souvent la première classe de paquebots contemporains. Parmi eux se trouve notamment Lawrence Beesley, un universitaire britannique qui dresse, après le naufrage, un compte rendu détaillé des événements dans son ouvrage The Loss of s.s. Titanic. Une famille attire également l'attention, celle des Hoffman : pour leurs compagnons de voyage, il s'agit d'un père aimant et de ses deux enfants français en bas âge, mais il apparaît après le naufrage et la mort du père qu'il s'agissait de la famille Navratil. Michel Navratil avait enlevé ses enfants à son épouse au début du mois d'avril dans l'espoir de vivre une nouvelle vie en Amérique ; l'histoire de ces « orphelins du Titanic » fait le tour du monde.
La troisième classe, enfin, est la classe de l'immigration. Les gens qui voyagent à bord sont souvent en famille, parfois par groupes d'une dizaine de personnes, à l'image de la famille Sage composée de onze membres. Ils viennent de nombreuses régions du monde, que ce soit de Scandinavie, d'Europe de l'Est, d'Irlande et parfois même d'Asie. Avant l'embarquement et à leur arrivée à New York, ils font l'objet de stricts contrôles sanitaires et sont rigoureusement séparés des autres passagers. La réglementation américaine est en effet très stricte pour éviter toute contamination.

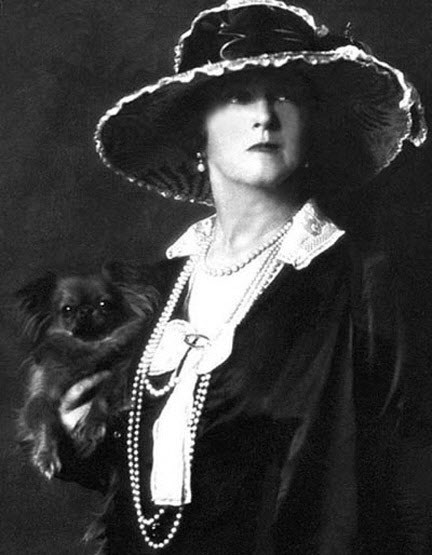
Lucy Duff Gordon.
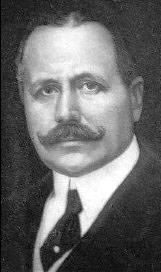
George Dunton Widener.
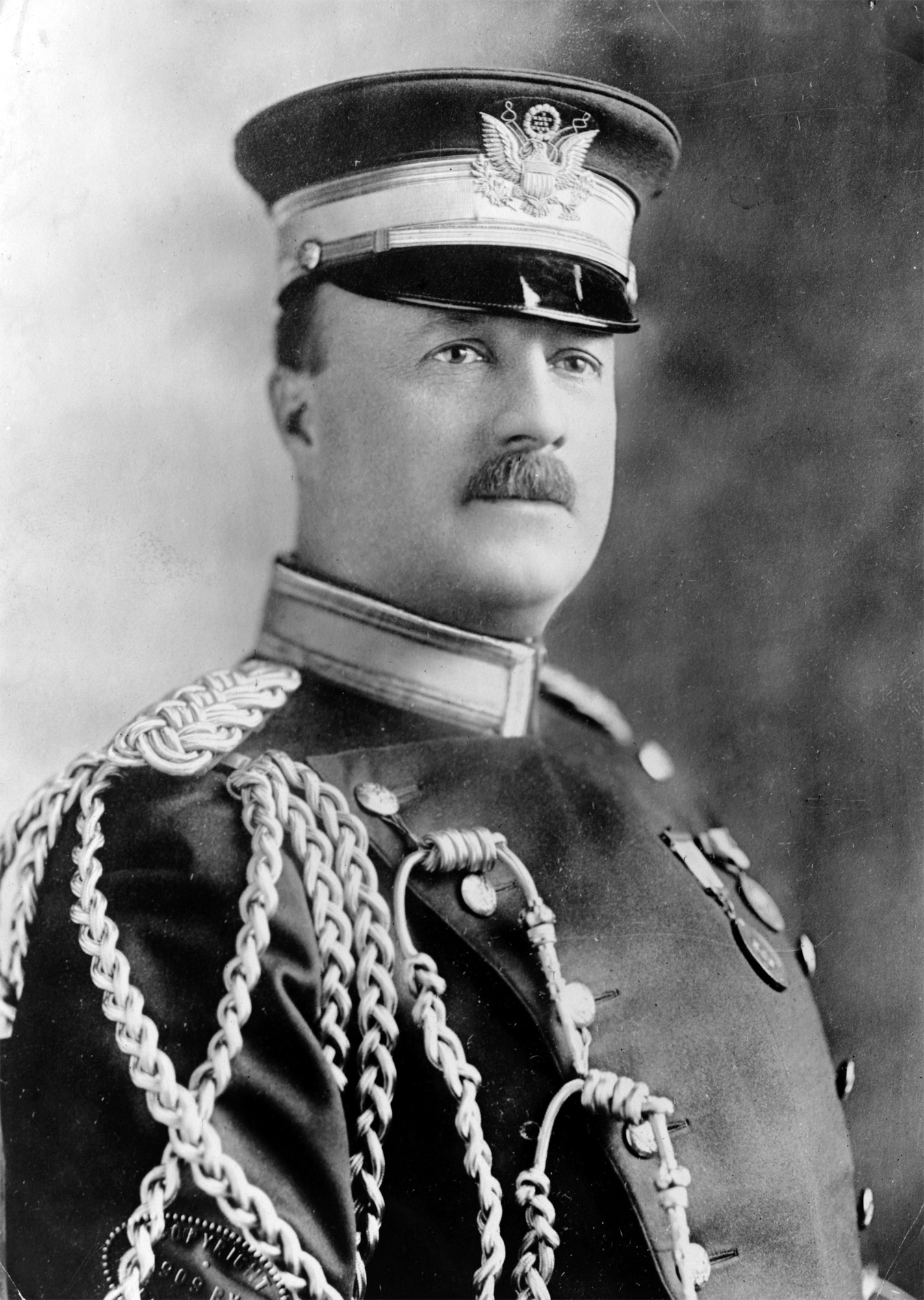
Archibald Butt.
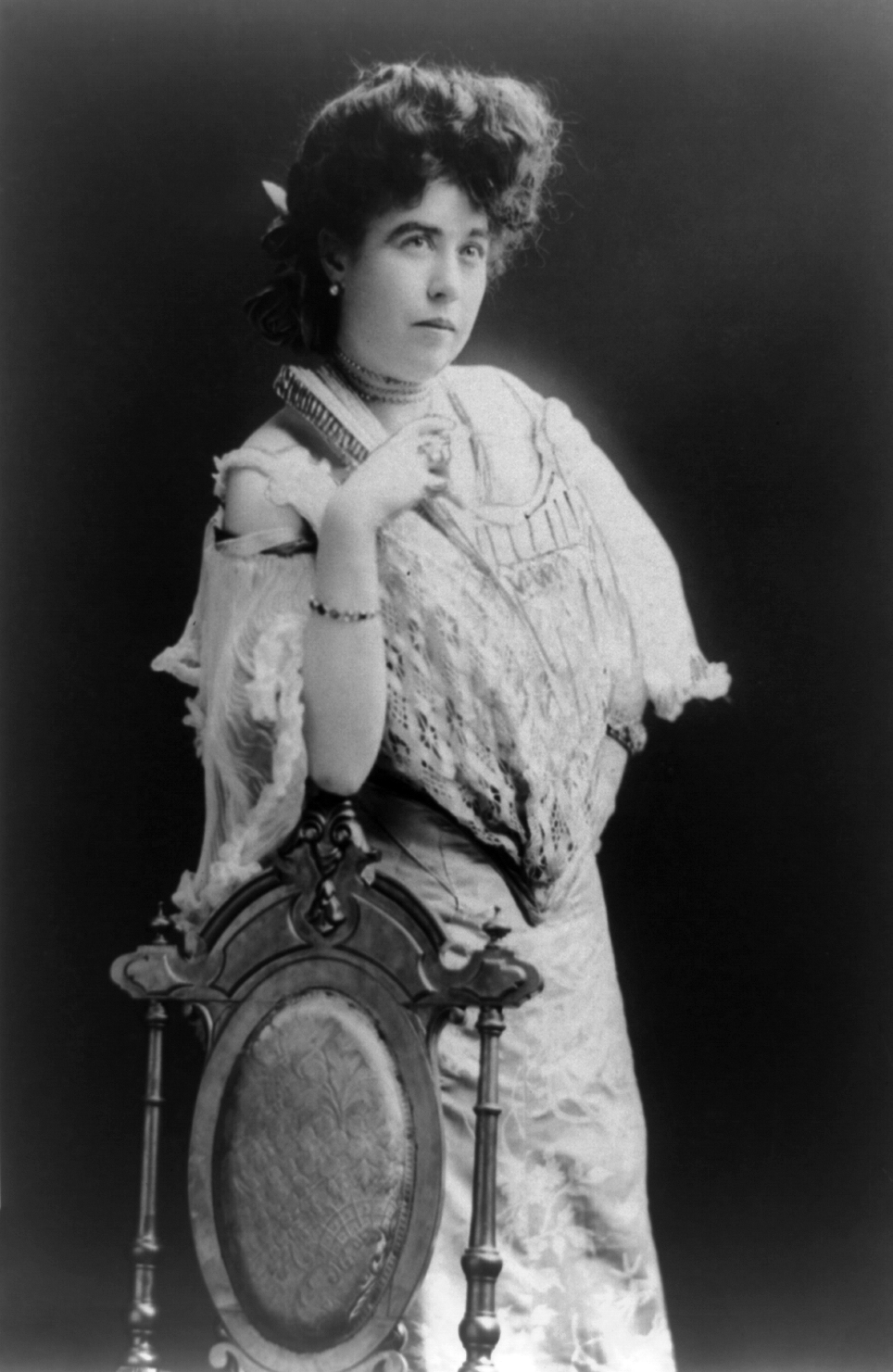
Margaret Brown.
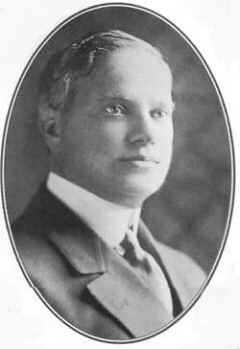
Benjamin Guggenheim

### Équipage

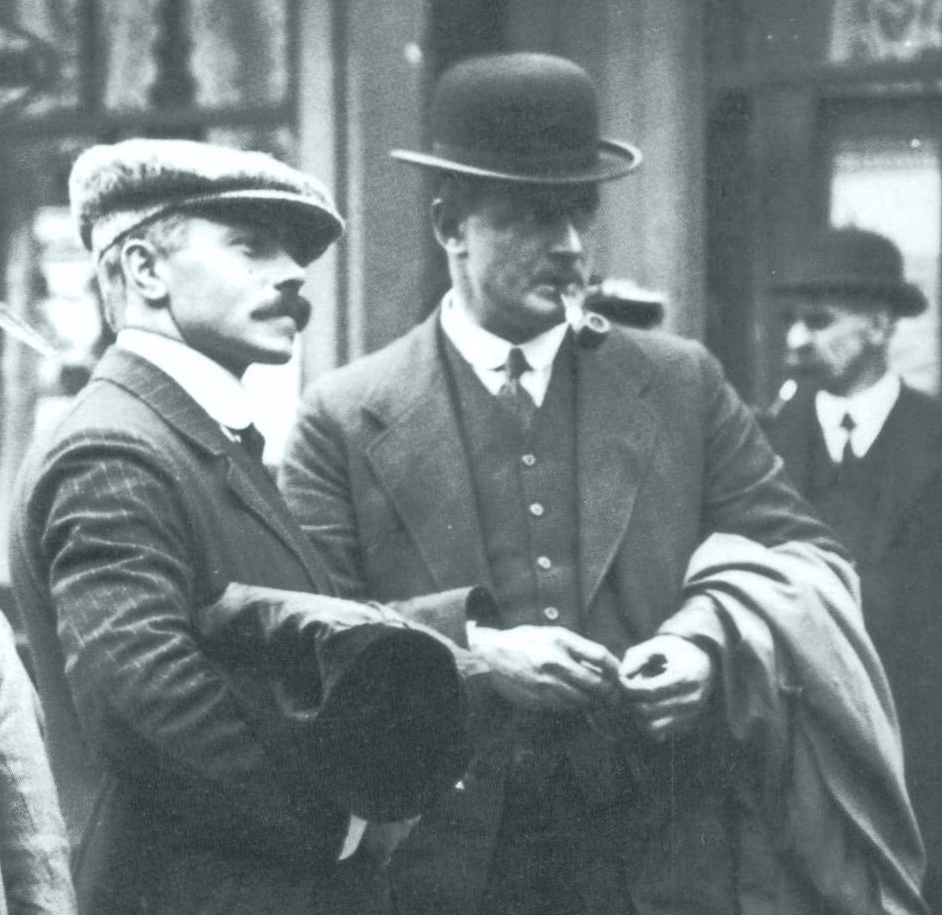
Le 2e officier Lightoller (à droite) et le 3e officier Pitman (à gauche).

Parmi les 889 personnes constituant l'équipage du Titanic, 66 appartiennent à l'équipage de pont (officiers, matelot, veilleurs, quartier-maîtres), 325 sont des mécaniciens (soutiers appelés « gueules noires », chauffeurs, graisseurs, mécaniciens, tous interdits de contact avec les passagers), et 471 hommes et 23 femmes font partie du personnel hôtelier du navire (commissaires, stewards, opérateurs radio, etc.),.

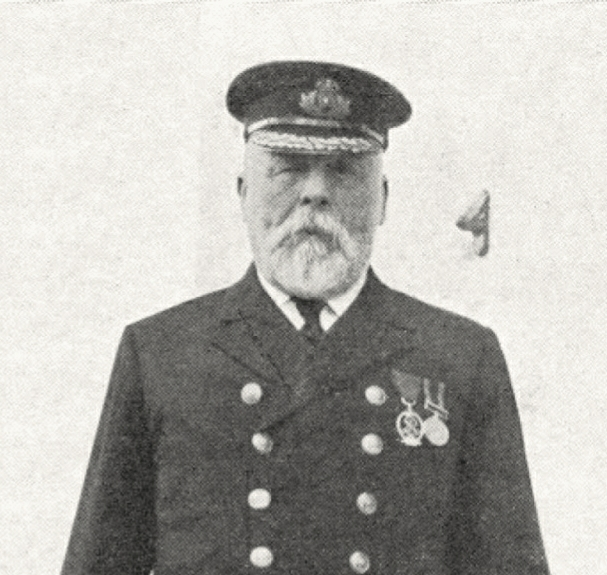
Captaine Edward Smith.

Le Titanic est commandé par Edward Smith qui, par sa popularité, est affecté aux traversées inaugurales des grands navires de la White Star Line depuis 1904. Son commandant en second, Henry Wilde, a été muté à bord à la veille du départ, entraînant un décalage dans la hiérarchie de l'état-major du navire. Ceci permet d'avoir un état-major expérimenté, les trois plus hauts gradés du navire ayant servi précédemment sur l'Olympic. Les officiers sont à la tête de l'équipage de pont, qui est chargé de diriger le navire et veiller à sa bonne marche. Ils sont assistés par les quartiers-maîtres, chargés de tenir la barre, les veilleurs de quart postés dans le nid-de-pie et des matelots qui assurent la veille et se chargent de l'entretien des appareils,.

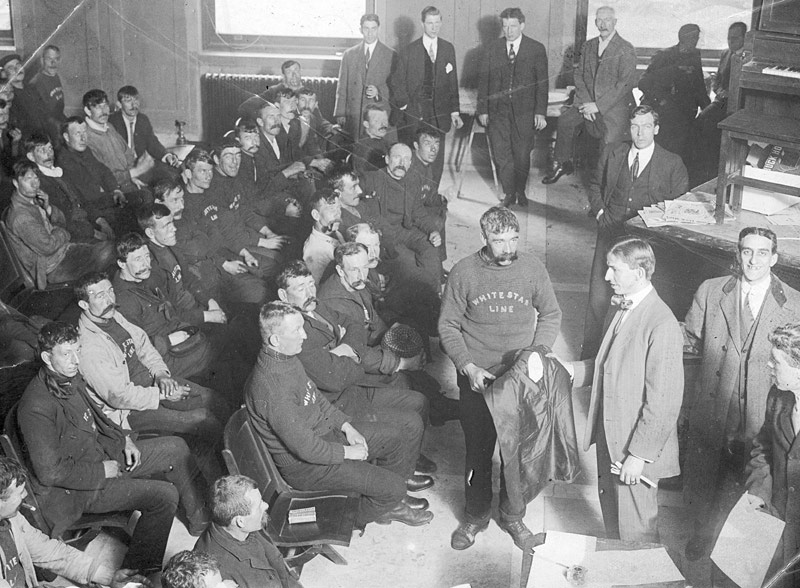
Membres d'équipage du Titanic rescapés du naufrage.

Le personnel mécanicien travaille pour sa part dans les entrailles du navire. Sous la direction du chef mécanicien Joseph Bell s'affairent une vingtaine d'aides-mécaniciens. Aucun d'entre eux ne survit au naufrage. Les 29 chaudières du navire sont alimentées par près de 300 chauffeurs et soutiers qui travaillent dans des conditions exécrables.
Enfin, le personnel hôtelier, qui est le plus divers, est aussi le plus répandu. On trouve une majorité de stewards, accompagnés de quelques hôtesses. Ceux-ci sont affectés à des cabines ou des installations du navire, et se tiennent au service des passagers. Ce personnel comprend également un grand nombre de cuisiniers. La direction du personnel hôtelier revient au commissaire de bord Hugh McElroy qui doit également répondre aux doléances des passagers,. Jack Phillips et Harold Bride, les deux opérateurs radio du navire, sont également affiliés à cette catégorie.
Le Titanic emploie également un orchestre formé d'un quintette et d'un trio sous la direction de Wallace Hartley. Les musiciens se produisent en première et deuxième classe, et sont entrés dans la légende pour leur comportement héroïque lors du naufrage. Ils ne font cependant pas partie de l'équipage, et sont comptés comme passagers de seconde classe.

## Postérité

### Découverte de l'épave
De nombreux projets d'expéditions pour retrouver le navire englouti ont vu le jour sans connaître le succès pendant de nombreuses années.

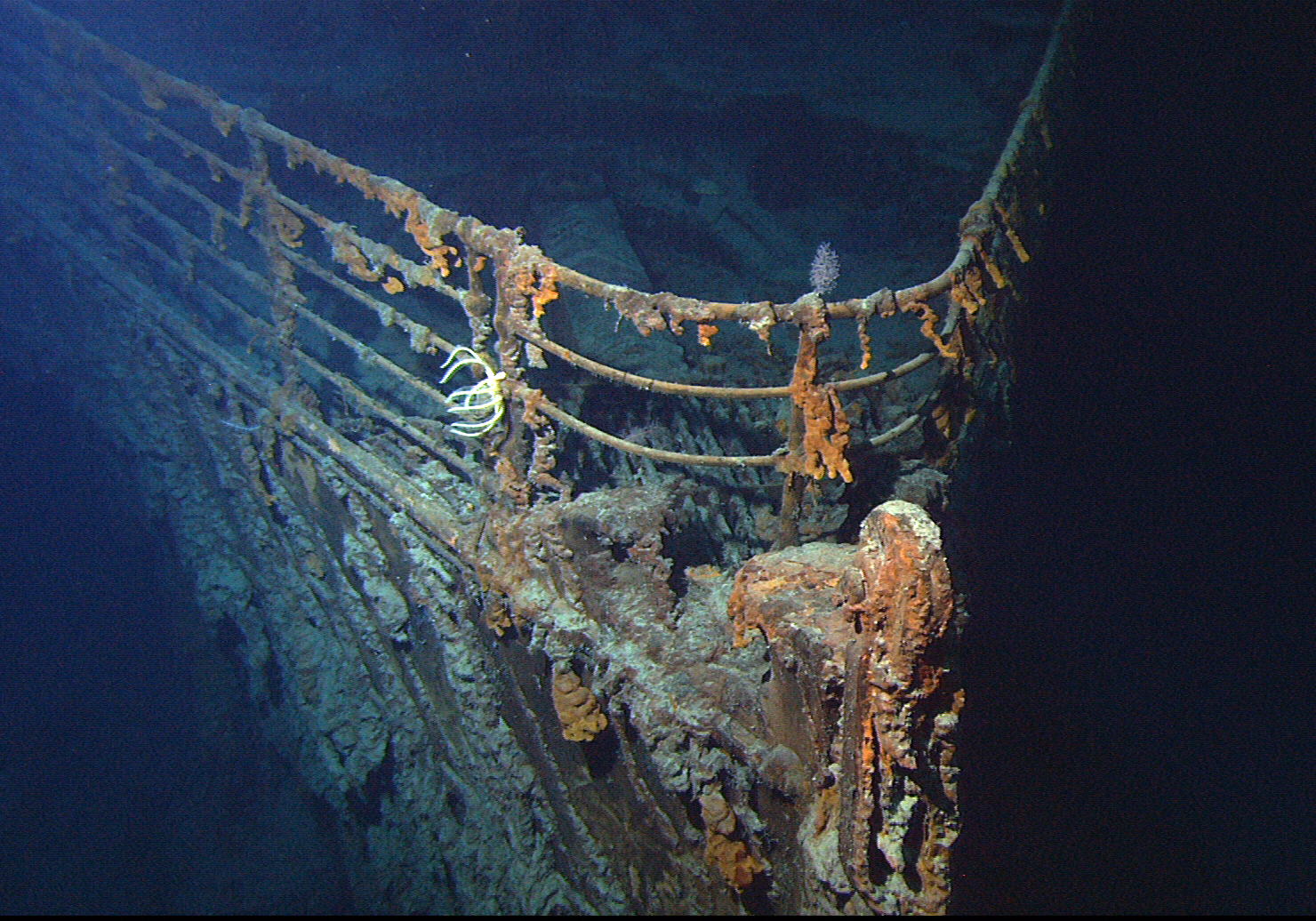
La proue de l'épave du Titanic, photographiée en juin 2004.

L'épave du Titanic est finalement localisée le 1er septembre 1985 à 1 h 5 par une expédition franco-américaine dirigée par Jean-Louis Michel de l'IFREMER et le Dr Robert D. Ballard de l'Institut océanographique de Woods Hole à bord du RV Knorr (AGOR-15). Le but original de cette expédition était de couvrir les recherches de deux sous-marins nucléaires américains,. Elle est localisée à une profondeur de 3 821 m, à 41° 43′ 55″ N, 49° 56′ 45″ O, à 650 km au sud-est de Terre-Neuve. Le navire est brisé en deux parties qui reposent sur le fond à environ 800 mètres l'une de l'autre, séparées par un champ de débris. Lors du naufrage, la coque s'est brisée là où la contrainte (de flexion) était la plus forte, au niveau de la salle des machines et du Grand Escalier arrière.
Le Dr Ballard et son équipe n'ont enlevé aucun objet du site, considérant que cela équivalait à un « pillage de tombes ». Pour le droit maritime international cependant, la récupération des objets est nécessaire pour établir les droits de sauvegarde pour une épave. Dans les années suivant la découverte, le Titanic est l'objet de nombreux arrêts juridiques concernant la propriété des objets et le site du naufrage lui-même. Beaucoup d'objets ont été sauvés et sont exposés au public. Des scientifiques affirment que les nombreuses expéditions sur l'épave ont accéléré sa dégradation et estiment qu'elle aura disparu vers 2050. Durant l'été 2016, à l'aide d'une technique d'imagerie par rayonnement à neutrons, une équipe de chercheurs de l'Institut Laue-Langevin met en évidence qu'une molécule appelée éctoïne est utilisée par la bactérie Halomonas titanicae dans l'épave du Titanic afin de survivre à la pression osmotique que provoque le sel de l'eau sur ses membranes,. Cette bactérie qui ronge les restes du paquebot devrait faire disparaître progressivement l'épave à l'horizon de 2030.
La découverte et l'étude scientifique de l'épave permettent de mieux comprendre les circonstances exactes du naufrage, tout d'abord en donnant raison aux quelques témoins qui ont affirmé avoir vu le navire se casser en deux juste avant le plongeon final. Plus récemment, en 1996, un sonar a permis de voir les dégâts causés par l'iceberg dans la coque à l'avant du navire. Contrairement à ce que l'on croyait jusqu'alors, ce n'est pas une brèche de 100 mètres de long, mais six petites entailles à peine plus épaisses qu'un bras humain, réparties approximativement le long du premier tiers avant du navire, qui ont causé sa perte. Une étude plus récente menée par deux chercheurs métallurgistes américains, le Dr Tim Foecke (en) et le Dr Jennifer McCarty, s'appuyant sur des analyses scientifiques de pièces (tôles et rivets) extraites de l'épave et sur l'examen des archives des chantiers navals Harland and Wolff conservées à Belfast, met en cause la qualité des rivets utilisés pour fixer les plaques d'acier de la coque à l'avant du navire. En effet, ceux-ci sont en fer forgé et non en acier comme dans la partie centrale, en raison de l'impossibilité des fournisseurs à suivre les rythmes et les quantités imposés par le constructeur. Les auteurs de l'étude supposent que des rivets en acier, plus résistants, auraient peut-être, sinon sauvé le navire, du moins accordé un délai suffisant pour permettre aux secours d'arriver à temps,. Cependant, de nouveaux essais réalisés dans différentes conditions par le laboratoire de Woods Hole (États-Unis) en 2010, ont démontré le contraire. L'étude, pour laquelle a notamment été reproduit pour essais un morceau composé de deux plaques d'acier rivetées telles celles qui composaient la coque, a soumis les rivets et les plaques à différentes pressions, et démontré que la structure et la composition de ces derniers n'étaient pas responsables.
Le centenaire du naufrage du Titanic place l'épave sous la protection de la Convention sur la protection du patrimoine culturel subaquatique de l'UNESCO, en 2012.
En août 2019, une nouvelle expédition ayant nécessité trois années de préparation rapporte des images en haute définition de l'épave, démontrant une carcasse affaiblie par la corrosion et les bactéries qui rongent la structure métallique du navire. Selon les estimations, l'épave devrait disparaître totalement dans les décennies à venir.

### Une«malédiction»

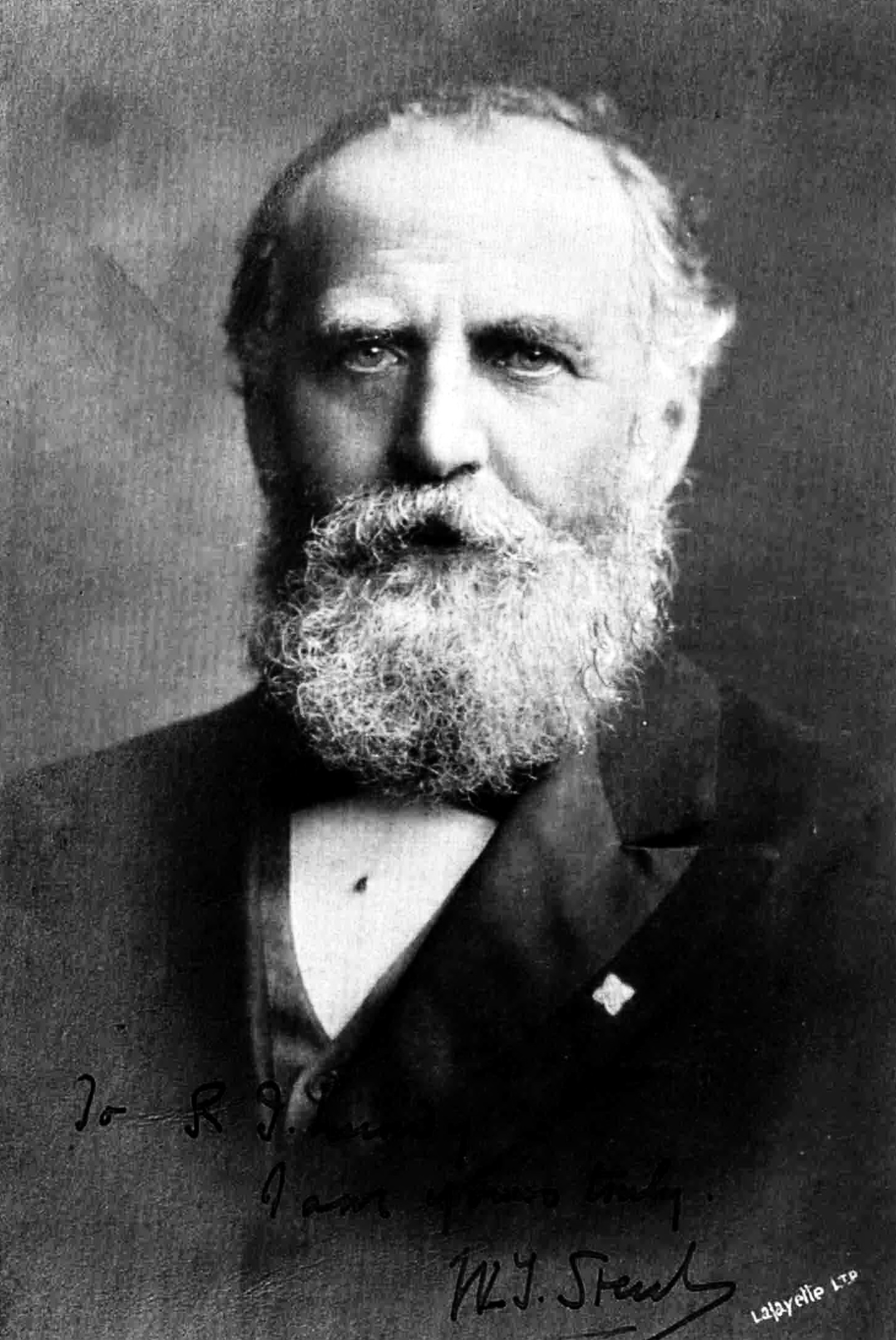
William Thomas Stead, auteur de plusieurs nouvelles sur le manque de canots de sauvetage, est mort à bord du Titanic.

Il existe un certain nombre de légendes à propos du Titanic. Certaines ne relèvent probablement que de l'invention ou de la « folie », mais d'autres sont des coïncidences qui ont prêté à polémique.
Ainsi, certains ont relevé l'existence de plusieurs écrits parfois considérés comme prémonitoires. Quatorze ans avant le naufrage, Morgan Robertson écrit Le Naufrage du « Titan ». Après le naufrage du Titanic, ce livre regagne en réputation, apparaissant comme étonnamment prémonitoire et est réédité la même année. Il existe en effet de grandes similitudes entre l'histoire fictionnelle du livre publié en 1898 et la réalité de 1912 : le navire, nommé Titan, est le plus imposant au monde et présenté comme insubmersible. De fait, il ne dispose que du nombre minimum de canots de sauvetage requis par la loi. Il heurte un iceberg, coule et la majorité des passagers sont victimes du naufrage.
De même, le journaliste William Thomas Stead s'engage contre le manque de moyens de sauvetage à bord des paquebots. Dans une nouvelle, il raconte une collision entre deux navires dont les passagers ne sont pas tous sauvés, faute de moyens de sauvetage. Stead conclut : « C'est exactement ce qui se produira si les paquebots sont lancés avec trop peu de canots ». Six ans plus tard, il publie De l'Ancien Monde au Nouveau, autre nouvelle dans laquelle il raconte un voyage fictif à bord du paquebot (bien réel) Majestic de la White Star Line sous le commandement d'Edward Smith. Au cours de la traversée, le navire s'arrête pour repêcher les naufragés d'un paquebot ayant heurté un iceberg. Le 15 avril 1912, Stead se trouve à bord du Titanic, commandé par Edward Smith, et meurt dans le naufrage.
Quelques incidents émaillent la traversée. Lors de son départ de Southampton, le Titanic manque d'entrer en collision avec le City of New York. Cet événement a entraîné, comme le raconte Lawrence Beesley (passager de seconde classe ayant par la suite raconté son histoire dans un ouvrage), des rumeurs et superstitions parmi les passagers et certains membres d'équipage. Celles-ci sont amplifiées lors de l'escale de Queenstown par l'apparition d'un soutier couvert de suie en haut de la quatrième cheminée. Cependant, il écrit lui-même que ce ne sont que des « superstitions malsaines ».
D'autres légendes relèvent de la pure fabulation. Selon l'une d'elles, John Jacob Astor IV aurait ramené de son voyage de noces en Égypte une momie qu'il aurait fait charger à bord du Titanic, déclenchant ainsi la colère des dieux. Une variante de la légende veut qu'une momie maudite ait été, après avoir été cachée dans un grenier pendant un certain temps, revendue à un riche Américain qui l'aurait embarquée sur le Titanic, entraînant sa perte. Cependant, aucune momie n'est mentionnée dans le manifeste du navire : les historiens s'accordent donc pour dire qu'il ne s'agit là que d'une légende sans le moindre fondement.

### Répliques grandeur nature
L'entreprise chinoise Seven-Star Energy Investment Group investit 170 millions de dollars pour construire une réplique à taille réelle du paquebot qui sera amarrée dans un port sur la rivière Qi d'ici 2020, les travaux ayant commencé en 2016. Cette réplique aura un but touristique et didactique grâce à un musée et un simulateur de naufrage. Le milliardaire australien Clive Palmer a également l’intention de construire une réplique exacte du paquebot, le Titanic II, dont la mise en service est prévue pour 2022.

### Tourisme
En 2018, la société OceanGate, Inc commence à organiser pour des touristes souhaitant visiter l'épave (au prix de 100 000 dollars) des descentes en submersible, celles-ci servant en même temps à un scientifique qui cartographie le navire en trois dimensions, afin d'étudier la rapidité avec laquelle il se désagrège.
Le 18 juin 2023, le submersible d'OceanGate, nommé Titan, parti visiter l'épave avec cinq personnes à bord, disparaît dans l'Atlantique. Dans un communiqué publié le 22 juin dans la soirée, OceanGate annonce la mort des cinq personnes à bord. Un champ de débris provenant du submersible, après avoir subi une « implosion catastrophique », selon les gardes-côtes, a aussi été découvert dans la zone de recherche.

## Dans les arts et la culture populaire

### Filmographie

#### Cinéma

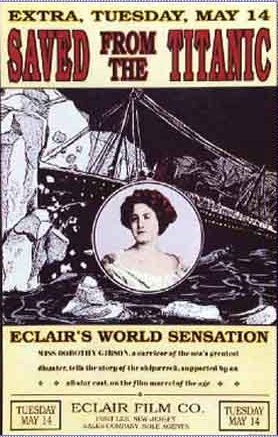
Affiche de Saved from the Titanic avec Dorothy Gibson, survivante du naufrage.

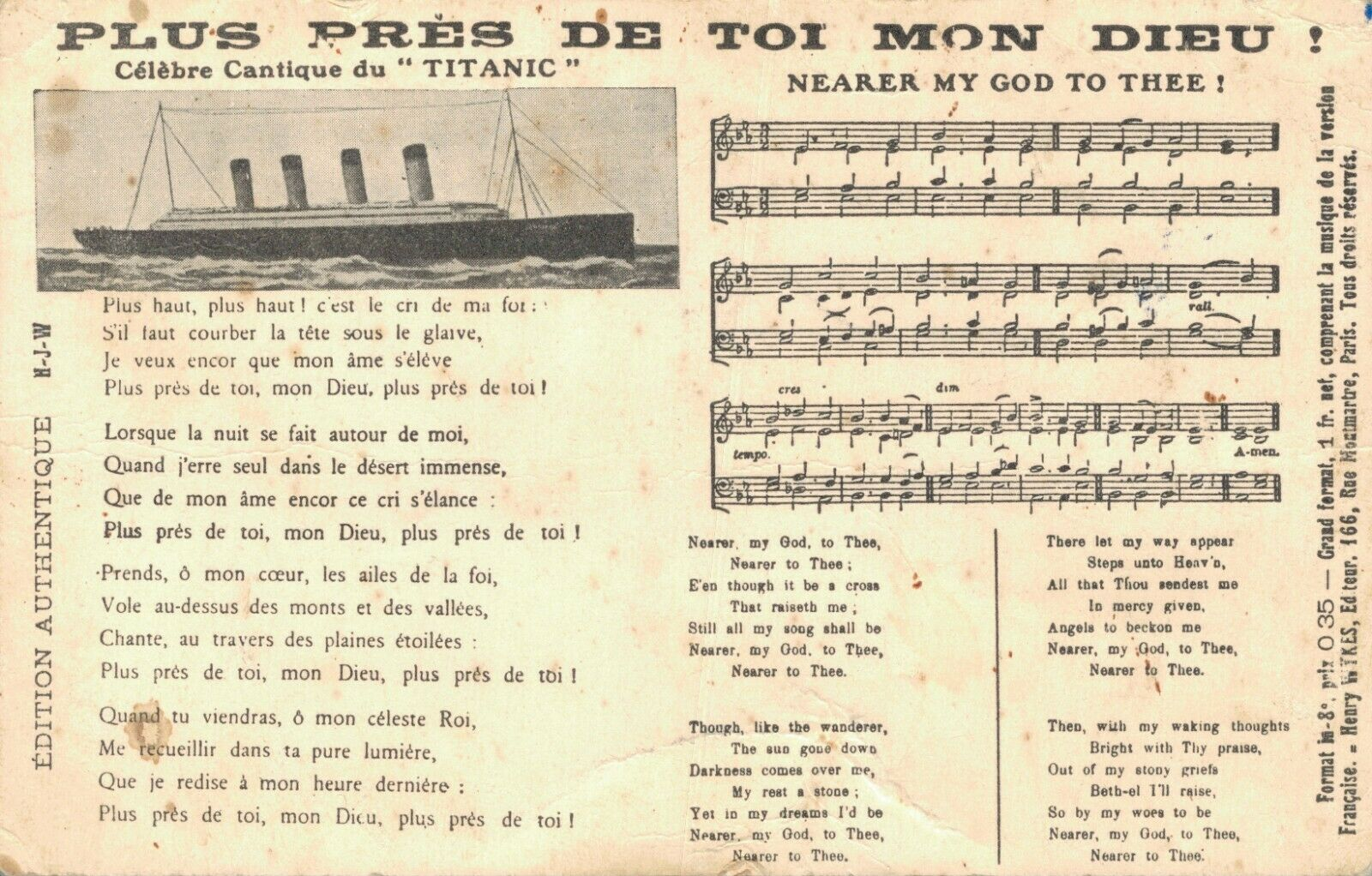
Cantique du Titanic en français et en anglais.

L'histoire du Titanic a été illustrée dans un très grand nombre de films et de téléfilms. Le premier est Saved from the Titanic, un film américain d'Étienne Arnaud mettant en scène Dorothy Gibson, rescapée du naufrage. Sorti en 1912, il n'en reste aucune trace à la suite de l'incendie des studios où il était entreposé, en 1914,. La même année sort In Nacht und Eis, un film muet allemand.
En 1943, Joseph Goebbels demande le tournage de Titanic, une superproduction destinée à la propagande nazie, réalisée par Werner Klingler et Herbert Selpin avec Sybille Schmitz et Hans Nielsen. Le tournage est marqué par l'emprisonnement et la mort de son premier réalisateur, Herbert Selpin. Le film ne sort finalement pas en Allemagne, Goebbels craignant de démoraliser la population qui subit de nombreux bombardements britanniques.
En 1953, on voit l'arrivée du paquebot à Hollywood avec la sortie Titanic de Jean Negulesco avec Barbara Stanwyck et Clifton Webb. L'année 1958 voit l'arrivée sur les écrans du film Atlantique, latitude 41° (A Night to Remember), film britannique de Roy Ward Baker avec Kenneth More et Ronald Allen. Adapté du livre La Nuit du Titanic de l'historien Walter Lord, il est réalisé avec l'aide de certains acteurs du drame, ce qui en fait un des films les plus proches de la réalité.
En 1980, sort La Guerre des abîmes (Raise the Titanic), film américain de Jerry Jameson adapté du roman de Clive Cussler, qui est un échec commercial et critique.
En 1989, brève apparition du « Titanic fantomatique » dans le port de New York dans le film SOS Fantômes 2.
Le plus célèbre des films concernant le Titanic est le film de James Cameron, Titanic, sorti en 1997. Mettant en scène Leonardo DiCaprio, Kate Winslet et Billy Zane, le film remporte 11 Oscars et 1 845 034 188 $ de box office mondial. Il devient ainsi, pour l'époque, le film ayant engrangé les plus grosses recettes de l'Histoire. Ce film ravive l'intérêt pour le Titanic, entraînant la parution (et parfois la réédition) de nombreux ouvrages, ainsi que des expositions, et la création de nombreux sites internet. Cameron produit également, en 2003, le documentaire Les Fantômes du Titanic concernant l'épave du navire.

#### Télévision

##### Séries
En 1966, dans Au cœur du temps, les premier et dernier voyages dans le temps des héros se situent sur le Titanic, avant le naufrage.
En 1994, dans le téléfilm Le Dragon maudit de la série Lupin III, le naufrage du Titanic fait partie de l'intrigue du téléfilm car Lupin III doit récupérer une statuette se trouvant à l’intérieur de l'épave du navire.  
En 1996, Robert Lieberman tourne Le Titanic avec Peter Gallagher, Eva Marie Saint et Catherine Zeta-Jones, qui restitue l'histoire du paquebot en deux parties d'une heure vingt chacune. Si l'histoire suit des personnages fictifs, la trame de fond relate certaines anecdotes réelles, comme l'histoire de la famille Allison.
En 1999, l'épisode 10 de la première saison de Futurama, intitulé Titanic 2 (A flight to remember en VO, nom inspiré du film de Roy Ward Baker, A Night to Remember), s'inspire du naufrage. Dans cet épisode, le Titanic 2 est un vaisseau spatial « inspiré d'un vieux film du XXe siècle » piloté par le capitaine Zapp Brannigan, qui voit naître une idylle identique à celle des personnages de Rose et Jack dans le film de James Cameron, mais entre deux robots : le pauvre Bender et une riche duchesse. Ce vaisseau connaît le même sort que le paquebot dont il s'inspire.
En 2007, l'épisode spécial Noël de la saison 3 de Doctor Who évoque le Titanic. Dans cet épisode, qui porte le nom d'Une croisière autour de la Terre, le Titanic prend la forme d'un gigantesque paquebot de l'espace.
En 2010, l'épisode 12 de la saison 6 (saison 7 pour la numérotation américaine) de Futurama, intitulé Les Mutants révoltants (The Mutants Are Revolting en VO), s'inspire à nouveau du naufrage du Titanic, reprenant librement l'histoire de John Jacob Astor à bord d'un « Land-Titanic », plus grand et unique paquebot terrestre de l'Histoire qui a sombré à « New New York » le 10 avril 2912, après une collision avec une boîte aux lettres.
En 2012, Titanic : de sang et d'acier retrace en 12 épisodes de la construction au lancement du paquebot, tout en décrivant la vie dans Belfast au début du XXe siècle, en prenant de nombreuses libertés historiques.
En 2014, dans l'épisode 11 de la première saison de la série Rick et Morty, intitulé Ricksy Business, une attraction touristique est nommée Titanic 2 permet de reproduire des scènes du film de James Cameron.

##### Téléfilms
En 1979, sort S.O.S. Titanic de William Hale.

### Littérature

#### Romans
De nombreux romans s'inspirent plus ou moins fortement du naufrage du Titanic.
- John Dickson Carr (auteur) et Paul Jean Hugues (traducteur), Le Naufragé du Titanic [« The Crooked Hinge »], Paris, Nouvelle Revue Critique, coll. « L'Empreinte no 174 », 1939, 255 p. (BNF 31909884)
- Walter Lord (trad. Yves Rivière), La Nuit du Titanic, Paris, Éditions Robert Laffont, 1958
- Amin Maalouf, Samarcande, Jean-Claude Lattès, 1988
- Jean-Pierre Keller, Sur le pont du Titanic, Genève : Zoé, 1994
- Elisabeth Navratil, Les enfants du Titanic, Livre Poche, 1998
- Djana Pascal et Michel Pascal, Titanic : Au-delà d'une malédiction, Paris, Anne Carriere Eds, 2004, 213 p. (ISBN 978-2-84337-245-2 et 2-84337-245-3)
- Patrick Besson, La Titanic, Mille Et Une Nuits, coll. « 1001 Nuits Petite Collection » (no 511), 2003 (ISBN 978-2-84205-954-5 et 2-84205-954-9)
- Max Allan Collins (trad. Catherine Cheval), Les meurtres du Titanic, Paris, Rivages, coll. « Rivages Noir » (no 43), 2001, 261 p. (ISBN 978-2-7436-0839-2 et 2-74360-839-0)
- Joëlle Quentin-Doucet, Le mystérieux bébé du Titanic, Cheminements, coll. « Une Histoire Pour L'histoire », 2006, 624 p. (ISBN 978-2-84478-484-1 et 2-84478-484-4)
- Philippe de Baleine, Dernière conversation sur le Titanic, Paris, Presses de la Renaissance, 1998, 127 p. (ISBN 978-2-85616-717-5 et 2-85616-717-9)
- Didier Decoin, La femme de chambre du Titanic, Paris, Points, coll. « Points Grand Roman », 2006 (ISBN 978-2-02-090373-8 et 2-02090-373-3)
- Gert Hoffman (trad. Bernard Kreiss), Conversation à bord du Titanic lors de son naufrage entre Sir John Jacob Astor et son coiffeur, Actes Sud, 2001, 165 p. (ISBN 978-2-86869-955-8 et 2-86869-955-3)
- Clive Cussler, Renflouez le Titanic !, Paris, Lgf, coll. « Ldp Thriller » (no 17202), 2001, poche (ISBN 978-2-253-17202-4 et 2-25317-202-2)
- Morgan Robertson, Le Naufrage du Titan, Orléans, Corsaire Éditions, 2000, 170 p. (ISBN 978-2-910475-14-7 et 2-91047-514-X)
- Danielle Steel (trad. Vassoula Galangau), Un si grand amour, France Loisirs, 1991, 372 p.
- Renaud Hadef, L'or des Vikings, la mémoire du Titanic, Manuscrit, 2006, 391 p. (ISBN 2-7481-6946-8)
- (en) Les Martin, Young Indiana Jones and the Titanic Adventure, Random House, 1993, 153 p.
- (en) Les Martin (trad. Jérôme Jacobs, ill. Erik Juszezak), Indiana Jones Jr. sur le Titanic, Hachette, 1993, 153 p. (ISBN 2-01-020479-4)

#### Bandes dessinées
Deux bandes dessinées ont également été écrites sur le sujet.
- À la recherche de Sir Malcolm, par Floc'h et Rivière, Dargaud.
- Corpus Hermeticum : Titanic, album scénarisé par Richard D. Nolane et dessiné par Patrick Dumas, coll. Terres Secrètes, Éditions Soleil, avril 2009, 44 p.

- Le Titanic apparaît également dans l'aventure de Picsou, Le Bâtisseur d'empires du Calisota, par Don Rosa, et dans Les Aventures extraordinaires d'Adèle Blanc-Sec de Jacques Tardi[91].
- Dans Jour J, tome 16 L'Étoile blanche : le Titanic n'a jamais coulé.
- Dans l'album Sophaletta tome 4, d'Erik Arnoux et Dominique Hé Les Larmes de la Tzarine édité chez Glénat en 2000, plusieurs pages se passent à bord du Titanic au cours du naufrage du paquebot.

#### Poésie
Titanic est enfin le titre d'un poème de Benjamin Fondane, dans le recueil Le Mal des Fantômes et a inspiré en tant que thème la célèbre chanson interprétée par Céline Dion My Heart Will Go On.

### Comédie musicale
Le Titanic a réussi à s'imposer sur d'autres supports que le papier et les écrans. Ainsi, la comédie musicale Titanic a tenu l'affiche entre 1997 et 2000. Signée Maury Yeston et Peter Stone, elle a remporté cinq Tony Awards, dont celui de la meilleure comédie musicale.

### Musique
L'histoire du Titanic a aussi inspiré une œuvre au compositeur britannique Gavin Bryars, The Sinking of the Titanic (1969). Elle reprend notamment l'hymne Autumn qui a peut-être été joué par les musiciens au moment du naufrage. En 2012, dans l'album Tempest de Bob Dylan, l'avant-dernière chanson (qui donne son titre à l'album) nous conte, 14 minutes durant, une version romancée du naufrage du Titanic au travers de personnages réels et/ou fictifs.

### Théâtre
Une pièce de théâtre de Jean-Pierre Ronfard, Titanic, raconte l'histoire de personnages existant comme Adolf Hitler ou Charlie Chaplin n'ayant jamais été sur le paquebot.

### Jeux vidéo
Des jeux vidéo ont également été bâtis sur et autour de ce sujet, comme Titanic : Une aventure hors du temps, qui offre une reproduction fidèle du navire.
Un niveau du jeu The Lapins crétins : Retour vers le Passé d'Ubisoft se déroule dans le célèbre paquebot pendant le naufrage.
L'attraction du même nom située au Futuroscope y fait d'ailleurs référence.
Dans le mode « Zombies » de Call of Duty Black Ops 4, sorti en 2018, la carte « Voyage of Despair », l'une des trois cartes disponibles au lancement, se déroule entièrement à bord du Titanic. Les joueurs peuvent explorer le navire de fond en comble, depuis la cale jusqu'au pont supérieur, en passant par la salle des machines.
Des répliques du Titanic se trouvent à l'horizon des villes des jeux Mafia II et Mafia : Definitive Edition, remake du jeu de 2002.

### Mythes, canulars et théories du complot
De par sa notoriété, le Titanic a alimenté beaucoup de fantasmes depuis son naufrage, certaines personnes n'hésitant pas à utiliser son image pour faire soutenir des théories complotistes ou plus simplement créer de l'évènement.

#### La réserve fédérale
En 1913 est créée la Réserve fédérale américaine. La création de cette organisation visant à réguler les marchés financiers aurait été rejetée par trois riches Américains : John Jacob Astor IV, Benjamin Guggenheim et Isidor Straus. Les partisans de la Réserve fédérale (dont J.P. Morgan) auraient fait couler le Titanic pour les éliminer. Le problème est que le paquebot n'a jamais été financé par Morgan et rien ne permet de prouver qu’Astor, Straus et Guggenheim aient été (ou non) opposés à la Réserve fédérale.

#### Fraude à l'assurance
Dans les années 1990, Robin Gardiner a avancé l'idée que le Titanic n'a pas coulé. Ce serait son navire jumeau, l'Olympic qui aurait été coulé : endommagé après un choc avec le croiseur HMS Hawke, les dégâts auraient été trop importants pour être réparés et les dirigeants de l'entreprise auraient décidé de la faire passer pour le Titanic lors de sa mise en service, puis de le couler afin de toucher la prime d'assurance. Cette théorie est fausse : les navires étaient sous-assurés et les dégâts sur l'Olympic étaient réparables quoiqu'impressionnants. Sans compter que l'agencement intérieur des deux navires étaient différents (le Titanic étant réputé plus luxueux que son sister-ship).

#### Lettre de Mathilde Lefebvre
En 2021, le journal La Voix du Nord publie un article intitulé « Qui était Franck Lefebvre, l’Haillicourtois qui a perdu une partie de sa famille dans le naufrage du Titanic ? », faisant mention d'une bouteille retrouvée au Nouveau-Brunswick et attribuée à Mathilde Lefebvre, une passagère française de troisième classe ayant émigré aux États-Unis sur le Titanic avant de périr dans le naufrage.
Après que plusieurs spécialistes ont émis des doutes sur l'authenticité de la lettre, il est révélé que c'était un canular.